# Auszeichnungen der Star-Wars-Filme und -Serien

Star-Wars-Logo

Star Wars ist ein vom Drehbuchautor, Produzenten und Regisseur George Lucas erdachtes Heldenepos.
Die Film-Saga besteht aus neun Spielfilmen der „Skywalker-Saga“ aus den Jahren 1977 (Krieg der Sterne), 1980 (Das Imperium schlägt zurück), 1983 (Die Rückkehr der Jedi-Ritter), 1999 (Die dunkle Bedrohung), 2002 (Angriff der Klonkrieger), 2005 (Die Rache der Sith), 2015 (Das Erwachen der Macht), 2017 (Die letzten Jedi) und 2019 (Der Aufstieg Skywalkers), sowie aus Ablegerfilmen aus den Jahren 2008 (The Clone Wars), 2016 (Rogue One) und 2018 (Solo).
Die Animationsserien The Clone Wars, Rebels, Die Mächte des Schicksals und Resistance gehören ebenfalls zur offiziellen Chronologie der Saga. Mit The Mandalorian erschien erstmals eine realverfilmte Serie; weitere sollen folgen.

## Filme der Skywalker-Saga
Die Star-Wars-Skywalker-Saga besteht aus neun Kinofilmen in insgesamt drei Trilogien, die nachfolgend chronologisch nach ihrem Erscheinungsjahr geordnet sind:

### Originaltrilogie
Anmerkung: Die Gründe, weshalb die Originaltrilogie im Vergleich zu den anderen neueren Trilogien verhältnismäßig wenige Auszeichnungen von Gilden, Kritikerverbänden und Communities besitzt, sind unter anderem, dass heutige Filmgilden und -gewerkschaften wie die Visual Effects Society, Kritikerverbände wie die Broadcast Film Critics Association mit ihren Critics’ Choice Movie Awards und Communitypreise wie der Empire Award der britischen Filmzeitschrift Empire erst seit den 1990ern respektive den 2000ern existieren, bzw. in dieser Zeit gegründet wurden. Außerdem sind Preisverleihungen bzw. Auszeichnungen wie die Online Film & Television Association Awards und die Golden Schmoes Awards erst in der Zeit des Internets entstanden und sind auch nur in diesem vorzufinden.

#### Episode IV: Eine neue Hoffnung (1977)

Logo Episode IV von 1999

Logo Episode IV von 1977

| Auszeichnung                                       | Kategorie                                                              | Nominierte & Preisträger | Ergebnis  | Quelle        |
| -------------------------------------------------- | ---------------------------------------------------------------------- | --- | --------- | ------------- |
| Auszeichnungen der Akademien                       |                                                                        | |           |               |
| Academy Awards (Oscarverleihung 1978)              | Bester Schnitt                                                         | Paul Hirsch, Marcia Lucas und Richard Chew | Gewonnen  | [ 1 ]         |
| Academy Awards (Oscarverleihung 1978)              | Bester Ton                                                             | Don MacDougall, Ray West, Bob Minkler und Derek Ball | Gewonnen  | [ 1 ]         |
| Academy Awards (Oscarverleihung 1978)              | Beste visuelle Effekte                                                 | John Stears, John Dykstra, Richard Edlund, Grant McCune und Robert Blalack                                                                                                  | Gewonnen  | [ 1 ]         |
| Academy Awards (Oscarverleihung 1978)              | Beste Filmmusik                                                        | John Williams | Gewonnen  | [ 1 ]         |
| Academy Awards (Oscarverleihung 1978)              | Bestes Szenenbild                                                      | Jonathan Barry, Norman Reynolds, Leslie Dilley und Roger Christian | Gewonnen  | [ 1 ]         |
| Academy Awards (Oscarverleihung 1978)              | Bestes Kostümdesign                                                    | John Mollo | Gewonnen  | [ 1 ]         |
| Academy Awards (Oscarverleihung 1978)              | Sonderoscar für die besten Toneffekte                                  | Ben Burtt | Gewonnen  | [ 1 ]         |
| Academy Awards (Oscarverleihung 1978)              | Bester Film                                                            | George Lucas und Gary Kurtz | Nominiert | [ 1 ]         |
| Academy Awards (Oscarverleihung 1978)              | Beste Regie                                                            | George Lucas | Nominiert | [ 1 ]         |
| Academy Awards (Oscarverleihung 1978)              | Bestes Originaldrehbuch                                                | George Lucas | Nominiert | [ 1 ]         |
| Academy Awards (Oscarverleihung 1978)              | Bester Nebendarsteller                                                 | Alec Guinness (als Obi-Wan Kenobi) | Nominiert | [ 1 ]         |
| British Academy Film Awards (1979)                 | Beste Filmmusik                                                        | John Williams | Gewonnen  | [ 2 ]         |
| British Academy Film Awards (1979)                 | Bester Ton                                                             | Sam Shaw, Robert R. Rutledge, Gordon Davidson, Gene Corso, Derek Ball, Don MacDougall, Bob Minkler, Ray West, Michael Minkler, Les Fresholtz, Richard Portman und Ben Burtt | Gewonnen  | [ 2 ]         |
| British Academy Film Awards (1979)                 | Bester Film                                                            | | Nominiert | [ 2 ]         |
| British Academy Film Awards (1979)                 | Bestes Szenenbild                                                      | John Barry | Nominiert | [ 2 ]         |
| British Academy Film Awards (1979)                 | Bester Schnitt                                                         | Paul Hirsch, Marcia Lucas und Richard Chew | Nominiert | [ 2 ]         |
| British Academy Film Awards (1979)                 | Beste Kostüme                                                          | John Mollo | Nominiert | [ 2 ]         |
| Golden Globe Awards (1978)                         | Beste Filmmusik                                                        | John Williams | Gewonnen  | [ 3 ]         |
| Golden Globe Awards (1978)                         | Bester Film – Drama                                                    | | Nominiert | [ 3 ]         |
| Golden Globe Awards (1978)                         | Beste Regie                                                            | George Lucas | Nominiert | [ 3 ]         |
| Golden Globe Awards (1978)                         | Bester Nebendarsteller                                                 | Alec Guinness (als Obi-Wan Kenobi) | Nominiert | [ 3 ]         |
| Grammy Awards (1978)                               | Beste Instrumentaldarbietung – Pop                                     | John Williams | Gewonnen  | [ 4 ]         |
| Grammy Awards (1978)                               | Beste Instrumentalkomposition                                          | John Williams (Main Title) | Gewonnen  | [ 4 ]         |
| Grammy Awards (1978)                               | Beste Originalmusik geschrieben für einen Film oder ein Fernsehspecial | John Williams | Gewonnen  | [ 4 ]         |
| Grammy Awards (1978)                               | Album des Jahres                                                       | John Williams | Nominiert | [ 4 ]         |
| Saturn Awards (1978)                               | Bester Science-Fiction-Film                                            | | Gewonnen  | [ 5 ]         |
| Saturn Awards (1978)                               | Beste Regie                                                            | George Lucas (gemeinsam mit Steven Spielberg, für Unheimliche Begegnung der dritten Art)                                                                                    | Gewonnen  | [ 5 ]         |
| Saturn Awards (1978)                               | Bestes Drehbuch                                                        | George Lucas | Gewonnen  | [ 5 ]         |
| Saturn Awards (1978)                               | Bester Nebendarsteller                                                 | Alec Guinness (als Obi-Wan Kenobi) | Gewonnen  | [ 5 ]         |
| Saturn Awards (1978)                               | Beste Künstlerische Leitung                                            | Norman Reynolds und Leslie Dilley | Gewonnen  | [ 5 ]         |
| Saturn Awards (1978)                               | Beste Musik                                                            | John Williams | Gewonnen  | [ 5 ]         |
| Saturn Awards (1978)                               | Bester Schnitt                                                         | Paul Hirsch, Marcia Lucas und Richard Chew | Gewonnen  | [ 5 ]         |
| Saturn Awards (1978)                               | Beste Ausstattung                                                      | Roger Christian | Gewonnen  | [ 5 ]         |
| Saturn Awards (1978)                               | Bester Ton                                                             | Sam F. Shaw, Ben Burtt und Don MacDougall | Gewonnen  | [ 5 ]         |
| Saturn Awards (1978)                               | Beste Spezialeffekte                                                   | John Dykstra und John Stears | Gewonnen  | [ 5 ]         |
| Saturn Awards (1978)                               | Beste Ausstattung                                                      | Roger Christian | Gewonnen  | [ 5 ]         |
| Saturn Awards (1978)                               | Bestes Kostüm                                                          | John Mollo | Gewonnen  | [ 5 ]         |
| Saturn Awards (1978)                               | Bestes Make-up                                                         | Rick Baker und Stuart Freeborn | Gewonnen  | [ 5 ]         |
| Saturn Awards (1978)                               | Special Award für herausragende Kameraarbeit                           | Gilbert Taylor | Gewonnen  | [ 5 ]         |
| Saturn Awards (1978)                               | Bester Hauptdarsteller                                                 | Harrison Ford (als Han Solo) | Nominiert | [ 5 ]         |
| Saturn Awards (1978)                               | Bester Hauptdarsteller                                                 | Mark Hamill (als Luke Skywalker) | Nominiert | [ 5 ]         |
| Saturn Awards (1978)                               | Beste Hauptdarstellerin                                                | Carrie Fisher (als Prinzessin Leia Organa) | Nominiert | [ 5 ]         |
| Saturn Awards (1978)                               | Bester Nebendarsteller                                                 | Peter Cushing (als Wilhuff Tarkin) | Nominiert | [ 5 ]         |
| Auszeichnungen der Kritikerverbände                |                                                                        | |           |               |
| Los Angeles Film Critics Association Awards (1977) | Bester Film                                                            | | Gewonnen  | [ 6 ]         |
| Los Angeles Film Critics Association Awards (1977) | Beste Musik                                                            | John Williams | Gewonnen  | [ 6 ]         |
| Auszeichnungen der Gilden                          |                                                                        | |           |               |
| Directors Guild of America Awards (1977)           | Herausragende Regiearbeit in einem Spielfilm                           | George Lucas | Nominiert | [ 7 ]         |
| Writers Guild of America Awards (1978)             | Bestes originales Drehbuch in der Sparte „Komödie“                     | George Lucas | Nominiert | [ 8 ]         |
| Auszeichnungen von Communities (Publikumspreise)   |                                                                        | |           |               |
| People’s Choice Awards (1978)                      | Bester Spielfilm                                                       | | Gewonnen  | [ 9 ]         |
| Auszeichnungen anderer Preisverleihungen           |                                                                        | |           |               |
| Hugo Awards (1978)                                 | Beste dramatische Präsentation                                         | George Lucas | Gewonnen  | [ 10 ]        |
| National Board of Review Awards (1977)             | Auflistung in „Top Ten Films“                                          | | Gewonnen  | [ 11 ] [ 12 ] |

#### Episode V: Das Imperium schlägt zurück (1980)

Logo Episode V von 1999

Logo Episode V von 1980

| Auszeichnung                                     | Kategorie                                                                         | Nominierte & Preisträger                                                      | Ergebnis  | Quelle |
| ------------------------------------------------ | --------------------------------------------------------------------------------- | ----------------------------------------------------------------------------- | --------- | ------ |
| Auszeichnungen der Akademien                     |                                                                                   |                                                                               |           |        |
| Academy Awards (Oscarverleihung 1981)            | Bester Ton                                                                        | Bill Varney, Steve Maslow, Gregg Landaker und Peter Sutton                    | Gewonnen  | [ 13 ] |
| Academy Awards (Oscarverleihung 1981)            | Sonderoscar für die besten visuellen Effekte                                      | Brian Johnson, Richard Edlund, Dennis Muren und Bruce Nicholson               | Gewonnen  | [ 13 ] |
| Academy Awards (Oscarverleihung 1981)            | Bestes Szenenbild                                                                 | Norman Reynolds, Leslie Dilley, Harry Lange, Alan Tomkins und Michael D. Ford | Nominiert | [ 13 ] |
| Academy Awards (Oscarverleihung 1981)            | Beste Filmmusik                                                                   | John Williams                                                                 | Nominiert | [ 13 ] |
| British Academy Film Awards (1981)               | Beste Filmmusik                                                                   | John Williams                                                                 | Gewonnen  | [ 14 ] |
| British Academy Film Awards (1981)               | Bester Ton                                                                        | Peter Sutton, Ben Burtt und Bill Varney                                       | Nominiert | [ 14 ] |
| British Academy Film Awards (1981)               | Bestes Szenenbild                                                                 | Norman Reynolds                                                               | Nominiert | [ 14 ] |
| Golden Globe Awards (1981)                       | Beste Filmmusik                                                                   | John Williams                                                                 | Nominiert | [ 15 ] |
| Grammy Awards (1981)                             | Bestes Album mit Originalmusik geschrieben für einen Film oder ein Fernsehspecial | John Williams                                                                 | Gewonnen  | [ 16 ] |
| Grammy Awards (1981)                             | Beste Instrumentalkomposition                                                     | John Williams                                                                 | Gewonnen  | [ 16 ] |
| Grammy Awards (1981)                             | Beste Instrumentalkomposition                                                     | John Williams (Imperial March)                                                | Nominiert | [ 16 ] |
| Grammy Awards (1981)                             | Beste Instrumentalkomposition                                                     | John Williams (Yoda’s Theme)                                                  | Nominiert | [ 16 ] |
| Grammy Awards (1981)                             | Beste Instrumentaldarbietung – Pop                                                | John Williams (Yoda’s Theme)                                                  | Nominiert | [ 16 ] |
| Saturn Awards (1981)                             | Bester Science-Fiction-Film                                                       |                                                                               | Gewonnen  | [ 17 ] |
| Saturn Awards (1981)                             | Beste Regie                                                                       | Irvin Kershner                                                                | Gewonnen  | [ 17 ] |
| Saturn Awards (1981)                             | Bester Hauptdarsteller                                                            | Mark Hamill (als Luke Skywalker)                                              | Gewonnen  | [ 17 ] |
| Saturn Awards (1981)                             | Beste Spezialeffekte                                                              | Brian Johnson und Richard Edlund                                              | Gewonnen  | [ 17 ] |
| Saturn Awards (1981)                             | Bester Nebendarsteller                                                            | Billy Dee Williams (als Lando Calrissian)                                     | Nominiert | [ 17 ] |
| Saturn Awards (1981)                             | Bestes Drehbuch                                                                   | Leigh Brackett und Lawrence Kasdan                                            | Nominiert | [ 17 ] |
| Saturn Awards (1981)                             | Beste Musik                                                                       | John Williams                                                                 | Nominiert | [ 17 ] |
| Saturn Awards (1981)                             | Bestes Kostüm                                                                     | John Mollo                                                                    | Nominiert | [ 17 ] |
| Auszeichnungen der Gilden                        |                                                                                   |                                                                               |           |        |
| Writers Guild of America Awards (1981)           | Bestes adaptiertes Drehbuch in der Sparte „Komödie“                               | Leigh Brackett und Lawrence Kasdan                                            | Nominiert | [ 18 ] |
| Auszeichnungen von Communities (Publikumspreise) |                                                                                   |                                                                               |           |        |
| People’s Choice Awards (1981)                    | Bester Spielfilm                                                                  |                                                                               | Gewonnen  | [ 19 ] |
| Auszeichnungen anderer Preisverleihungen         |                                                                                   |                                                                               |           |        |
| Hugo Awards (1981)                               | Beste dramatische Präsentation                                                    | Leigh Bracket und Lawrence Kasdan                                             | Gewonnen  | [ 20 ] |

#### Episode VI: Die Rückkehr der Jedi-Ritter (1983)

Logo Episode VI von 1999

Logo Episode VI von 1983

| Auszeichnung                                     | Kategorie                                                                         | Nominierte & Preisträger                                         | Ergebnis  | Quelle |
| ------------------------------------------------ | --------------------------------------------------------------------------------- | ---------------------------------------------------------------- | --------- | ------ |
| Auszeichnungen der Akademien                     |                                                                                   |                                                                  |           |        |
| Academy Awards (Oscarverleihung 1984)            | Sonderoscar für die besten visuellen Effekte                                      | Richard Edlund, Dennis Muren, Ken Ralston und Phil Tippett       | Gewonnen  | [ 21 ] |
| Academy Awards (Oscarverleihung 1984)            | Beste Filmmusik                                                                   | John Williams                                                    | Nominiert | [ 21 ] |
| Academy Awards (Oscarverleihung 1984)            | Bestes Szenenbild                                                                 | Norman Reynolds, Fred Hole, James L. Schoppe und Michael D. Ford | Nominiert | [ 21 ] |
| Academy Awards (Oscarverleihung 1984)            | Bester Ton                                                                        | Ben Burtt, Gary Summers, Randy Thom und Tony Dawe                | Nominiert | [ 21 ] |
| Academy Awards (Oscarverleihung 1984)            | Bester Tonschnitt                                                                 | Ben Burtt                                                        | Nominiert | [ 21 ] |
| British Academy Film Awards (1984)               | Beste visuelle Effekte                                                            | Richard Edlund, Dennis Muren, Ken Ralston und Kit West           | Gewonnen  | [ 22 ] |
| British Academy Film Awards (1984)               | Beste Maske                                                                       | Phil Tippett und Stuart Freeborn                                 | Nominiert | [ 22 ] |
| British Academy Film Awards (1984)               | Bestes Szenenbild                                                                 | Norman Reynolds                                                  | Nominiert | [ 22 ] |
| British Academy Film Awards (1984)               | Bester Ton                                                                        | Ben Burtt, Tony Dawe und Gary Summers                            | Nominiert | [ 22 ] |
| Grammy Awards (1984)                             | Bestes Album mit Originalmusik geschrieben für einen Film oder ein Fernsehspecial | John Williams                                                    | Nominiert | [ 23 ] |
| Saturn Awards (1984)                             | Bester Science-Fiction-Film                                                       |                                                                  | Gewonnen  | [ 24 ] |
| Saturn Awards (1984)                             | Bester Hauptdarsteller                                                            | Mark Hamill (als Luke Skywalker)                                 | Gewonnen  | [ 24 ] |
| Saturn Awards (1984)                             | Beste Spezialeffekte                                                              | Richard Edlund, Dennis Muren und Ken Ralston                     | Gewonnen  | [ 24 ] |
| Saturn Awards (1984)                             | Bestes Kostüm                                                                     | Aggie Guerard Rodgers und Nilo Rodis-Jamero                      | Gewonnen  | [ 24 ] |
| Saturn Awards (1984)                             | Bestes Make-up                                                                    | Phil Tippett und Stuart Freeborn                                 | Gewonnen  | [ 24 ] |
| Saturn Awards (1984)                             | Beste Regie                                                                       | Richard Marquand                                                 | Nominiert | [ 24 ] |
| Saturn Awards (1984)                             | Bestes Drehbuch                                                                   | Lawrence Kasdan und George Lucas                                 | Nominiert | [ 24 ] |
| Saturn Awards (1984)                             | Beste Hauptdarstellerin                                                           | Carrie Fisher (als Prinzessin Leia Organa)                       | Nominiert | [ 24 ] |
| Saturn Awards (1984)                             | Bester Nebendarsteller                                                            | Billy Dee Williams (als Lando Calrissian)                        | Nominiert | [ 24 ] |
| Saturn Awards (1984)                             | Beste Musik                                                                       | John Williams                                                    | Nominiert | [ 24 ] |
| Auszeichnungen von Communities (Publikumspreise) |                                                                                   |                                                                  |           |        |
| People’s Choice Awards (1984)                    | Bester Spielfilm                                                                  |                                                                  | Gewonnen  | [ 25 ] |
| Auszeichnungen anderer Preisverleihungen         |                                                                                   |                                                                  |           |        |
| Hugo Awards (1984)                               | Beste dramatische Präsentation                                                    | Lawrence Kasdan und George Lucas                                 | Gewonnen  | [ 26 ] |

### Prequeltrilogie

#### Episode I: Die dunkle Bedrohung (1999)

Logo Episode I

| Auszeichnung                                       | Kategorie                                                                          | Nominierte & Preisträger                                                           | Ergebnis  | Quelle |
| -------------------------------------------------- | ---------------------------------------------------------------------------------- | ---------------------------------------------------------------------------------- | --------- | ------ |
| Auszeichnungen der Akademien                       |                                                                                    |                                                                                    |           |        |
| Academy Awards (Oscarverleihung 2000)              | Beste visuelle Effekte                                                             | John Knoll, Dennis Muren, Scott Squires und Rob Coleman                            | Nominiert | [ 27 ] |
| Academy Awards (Oscarverleihung 2000)              | Bester Ton                                                                         | Gary Rydstrom, Tom Johnson, Shawn Murphy und John Midgley                          | Nominiert | [ 27 ] |
| Academy Awards (Oscarverleihung 2000)              | Bester Tonschnitt                                                                  | Ben Burtt und Tom Bellfort                                                         | Nominiert | [ 27 ] |
| British Academy Film Awards (2000)                 | Beste visuelle Effekte                                                             | John Knoll, Dennis Muren, Scott Squires und Rob Coleman                            | Nominiert | [ 28 ] |
| British Academy Film Awards (2000)                 | Bester Ton                                                                         | Ben Burtt, Tom Bellfort, John Midgley, Gary Rydstrom, Tom Johnson und Shawn Murphy | Nominiert | [ 28 ] |
| Grammy Awards (2000)                               | Beste Instrumentalkomposition geschrieben für Film, Fernsehen oder visuelle Medien | John Williams                                                                      | Nominiert | [ 29 ] |
| Satellite Awards (1999)                            | Beste Visuelle Effekte                                                             | Rob Coleman, John Knoll, Dennis Muren und Scott Squires                            | Nominiert | [ 30 ] |
| Satellite Awards (1999)                            | Bester Tonschnitt                                                                  | Tom Bellfort, Ben Burtt, Matthew Wood, Gary Rydstrom, Tom Johnson und Shawn Murphy | Nominiert | [ 30 ] |
| Saturn Awards (2000)                               | Beste Spezialeffekte                                                               | Rob Coleman, John Knoll, Dennis Muren und Scott Squires                            | Gewonnen  | [ 31 ] |
| Saturn Awards (2000)                               | Bestes Kostüm                                                                      | Trisha Biggar                                                                      | Gewonnen  | [ 31 ] |
| Saturn Awards (2000)                               | Bester Science-Fiction-Film                                                        |                                                                                    | Nominiert | [ 31 ] |
| Saturn Awards (2000)                               | Beste Regie                                                                        | George Lucas                                                                       | Nominiert | [ 31 ] |
| Saturn Awards (2000)                               | Bester Hauptdarsteller                                                             | Liam Neeson (als Qui-Gon Jinn)                                                     | Nominiert | [ 31 ] |
| Saturn Awards (2000)                               | Bester Nebendarsteller                                                             | Ewan McGregor (als Obi-Wan Kenobi)                                                 | Nominiert | [ 31 ] |
| Saturn Awards (2000)                               | Beste Nebendarstellerin                                                            | Pernilla August (als Shmi Skywalker)                                               | Nominiert | [ 31 ] |
| Saturn Awards (2000)                               | Bester Nachwuchsschauspieler                                                       | Jake Lloyd (als Anakin Skywalker)                                                  | Nominiert | [ 31 ] |
| Saturn Awards (2000)                               | Bester Nachwuchsschauspieler                                                       | Natalie Portman (als Königin Padmé Amidala)                                        | Nominiert | [ 31 ] |
| Saturn Awards (2000)                               | Bestes Make-up                                                                     | Paul Engelen, Sue Love und Nick Dudman                                             | Nominiert | [ 31 ] |
| Auszeichnungen von Communities (Publikumspreise)   |                                                                                    |                                                                                    |           |        |
| Awards Circuit Community Awards (1999)             | Beste visuelle Effekte                                                             |                                                                                    | 2. Platz  | [ 32 ] |
| Awards Circuit Community Awards (1999)             | Beste Kostüme                                                                      | Trisha Biggar                                                                      | Nominiert | [ 32 ] |
| Awards Circuit Community Awards (1999)             | Bester Sound                                                                       |                                                                                    | Nominiert | [ 32 ] |
| Empire Awards (2000)                               | Bester Regisseur                                                                   | George Lucas                                                                       | Nominiert |        |
| Empire Awards (2000)                               | Bester Britischer Darsteller                                                       | Ewan McGregor (als Obi-Wan Kenobi)                                                 | Nominiert |        |
| MTV Movie Awards (2000)                            | Beste Action-Sequenz (für das Podrennen)                                           |                                                                                    | Gewonnen  | [ 33 ] |
| MTV Movie Awards (2000)                            | Bester Bösewicht                                                                   | Ray Park                                                                           | Nominiert | [ 33 ] |
| MTV Movie Awards (2000)                            | Bester Kampf (für Liam Neeson & Ewan McGregor vs. Ray Park)                        |                                                                                    | Nominiert | [ 33 ] |
| Auszeichnungen anderer Preisverleihungen           |                                                                                    |                                                                                    |           |        |
| Online Film & Television Association Awards (1999) | Bestes Kostümdesign                                                                | Trisha Bigger                                                                      | Gewonnen  | [ 34 ] |
| Online Film & Television Association Awards (1999) | Bestes Make-up                                                                     |                                                                                    | Gewonnen  | [ 34 ] |
| Online Film & Television Association Awards (1999) | Bester Tonschnitt                                                                  |                                                                                    | Gewonnen  | [ 34 ] |
| Online Film & Television Association Awards (1999) | Bester Ton                                                                         |                                                                                    | Nominiert | [ 34 ] |
| Online Film & Television Association Awards (1999) | Bestes Szenenbild                                                                  | Gavin Bocquet und Peter Walpole                                                    | Nominiert | [ 34 ] |
| Online Film & Television Association Awards (1999) | Beste visuelle Effekte                                                             |                                                                                    | Nominiert | [ 34 ] |
| Schmähauszeichnungen (Negativpreise)               |                                                                                    |                                                                                    |           |        |
| Razzie Awards (Goldene Himbeere 2000)              | Schlechtester Nebendarsteller                                                      | Ahmed Best (Stimme von Jar Jar Binks)                                              | Gewonnen  | [ 35 ] |
| Razzie Awards (Goldene Himbeere 2000)              | Schlechtester Film                                                                 |                                                                                    | Nominiert | [ 35 ] |
| Razzie Awards (Goldene Himbeere 2000)              | Schlechteste Regie                                                                 | George Lucas                                                                       | Nominiert | [ 35 ] |
| Razzie Awards (Goldene Himbeere 2000)              | Schlechtestes Drehbuch                                                             | George Lucas                                                                       | Nominiert | [ 35 ] |
| Razzie Awards (Goldene Himbeere 2000)              | Schlechtester Nebendarsteller                                                      | Jake Lloyd                                                                         | Nominiert | [ 35 ] |
| Razzie Awards (Goldene Himbeere 2000)              | Schlechteste Nebendarstellerin                                                     | Sofia Coppola                                                                      | Nominiert | [ 35 ] |
| Razzie Awards (Goldene Himbeere 2000)              | Schlechteste Filmpaarung                                                           | Jake Lloyd und Natalie Portman                                                     | Nominiert | [ 35 ] |

#### Episode II: Angriff der Klonkrieger (2002)

Logo Episode II

| Auszeichnung                                       | Kategorie                                                                            | Nominierte & Preisträger                                                                              | Ergebnis  | Quelle        |
| -------------------------------------------------- | ------------------------------------------------------------------------------------ | --- | --------- | ------------- |
| Auszeichnungen der Akademien                       |                                                                                      | |           |               |
| Academy Awards (Oscarverleihung 2003)              | Beste visuelle Effekte                                                               | Rob Coleman, Pablo Helman, John Knoll und Ben Snow                                                    | Nominiert | [ 36 ]        |
| Satellite Awards (2002)                            | Bestes Kostümdesign                                                                  | Trisha Biggar                                                                                         | Nominiert | [ 37 ]        |
| Saturn Awards (2003)                               | Beste Spezialeffekte                                                                 | Rob Coleman, Pablo Helman, John Knoll und Ben Snow                                                    | Gewonnen  | [ 38 ]        |
| Saturn Awards (2003)                               | Bestes Kostüm                                                                        | Trisha Biggar (gemeinsam mit Ngila Dickson und Richard Taylor für Der Herr der Ringe: Die zwei Türme) | Gewonnen  | [ 38 ]        |
| Saturn Awards (2003)                               | Bester Science-Fiction-Film                                                          | | Nominiert | [ 38 ]        |
| Saturn Awards (2003)                               | Beste Regie                                                                          | George Lucas                                                                                          | Nominiert | [ 38 ]        |
| Saturn Awards (2003)                               | Beste Hauptdarstellerin                                                              | Natalie Portman (als Padmé Amidala)                                                                   | Nominiert | [ 38 ]        |
| Saturn Awards (2003)                               | Bester Nachwuchsschauspieler                                                         | Hayden Christensen (als Anakin Skywalker)                                                             | Nominiert | [ 38 ]        |
| Saturn Awards (2003)                               | Beste Musik                                                                          | John Williams                                                                                         | Nominiert | [ 38 ]        |
| Auszeichnungen der Kritikerverbände                |                                                                                      | |           |               |
| Phoenix Film Critics Society Awards (2003)         | Beste visuelle Effekte                                                               | Rob Coleman, Pablo Helman, John Knoll, Ben Snow                                                       | Nominiert | [ 39 ] [ 40 ] |
| Auszeichnungen der Gilden                          |                                                                                      | |           |               |
| Visual Effects Society (2003)                      | Herausragender Mattanstrich in einem Spielfilm                                       | Paul Huston, Yusei Uesugi und Jonathan Harb                                                           | Gewonnen  | [ 41 ]        |
| Visual Effects Society (2003)                      | Herausragende visuelle Effekte in einem an visuellen Effekten orientierten Spielfilm | John Knoll, Ben Snow, Pablo Helman und Rob Coleman                                                    | Nominiert | [ 41 ]        |
| Visual Effects Society (2003)                      | Herausragend animierte Modelle und Miniaturen in einem Spielfilm                     | Brian Gernand, Russell Paul, Geoff Campbell und Jean Bolte                                            | Nominiert | [ 41 ]        |
| Visual Effects Society (2003)                      | Herausragend animierte Figur in einem Spielfilm                                      | Rob Coleman, Hal T. Hickel, Chris Armstrong und James Tooley                                          | Nominiert | [ 41 ]        |
| Visual Effects Society (2003)                      | Herausragende Fotografie von visuellen Effekten in einem Spielfilm                   | Pat Sweeney, Martin Rosenberg, Carl Miller und Fred Meyers                                            | Nominiert | [ 41 ]        |
| Visual Effects Society (2003)                      | Herausragende visuell künstlerische Leitung in einem Spielfilm                       | Alex Jaeger, Doug Chiang, Erik Tiemens und Ryan Church                                                | Nominiert | [ 41 ]        |
| Auszeichnungen von Communities (Publikumspreise)   |                                                                                      | |           |               |
| Awards Circuit Community Awards (2002)             | Beste visuelle Effekte                                                               | | Nominiert | [ 42 ]        |
| Empire Awards (2003)                               | Denkwürdigste Szene (für Yodas Duell)                                                | | Gewonnen  | [ 43 ]        |
| Golden Schmoes Awards (2002)                       | Beste visuelle Spezialeffekte                                                        | | 2. Platz  | [ 44 ]        |
| Golden Schmoes Awards (2002)                       | Beste Action-Szene (für Yoda gegen Dooku)                                            | | 2. Platz  | [ 44 ]        |
| Golden Schmoes Awards (2002)                       | Größte Enttäuschung des Jahres                                                       | | 2. Platz  | [ 44 ]        |
| Golden Schmoes Awards (2002)                       | Bester Science-Fiction-Film                                                          | | Nominiert | [ 44 ]        |
| Golden Schmoes Awards (2002)                       | Coolster Character                                                                   | Yoda                                                                                                  | Nominiert | [ 44 ]        |
| Golden Schmoes Awards (2002)                       | Denkwürdigste Szene in einem Film (für Yoda gegen Dooku)                             | | Nominiert | [ 44 ]        |
| Golden Schmoes Awards (2002)                       | Bestes T&A (Aussehen)                                                                | Natalie Portman                                                                                       | Nominiert | [ 44 ]        |
| MTV Movie Awards (2003)                            | Bester Kampf (für Christopher Lee vs. Yoda)                                          | | Gewonnen  | [ 45 ]        |
| MTV Movie Awards (2003)                            | Beste virtuelle Darstellung                                                          | Yoda                                                                                                  | Nominiert | [ 45 ]        |
| MTV Movie Awards (2003)                            | Beste Kampfszene (für Der Konflikt in der Arena)                                     | | Nominiert | [ 45 ]        |
| Auszeichnungen anderer Preisverleihungen           |                                                                                      | |           |               |
| Golden Tomato Awards (2002)                        | Bester rezensierter Sci-Fi/Fantasy-Film                                              | | 8. Platz  | [ 46 ]        |
| Online Film & Television Association Awards (2002) | Beste visuelle Effekte                                                               | | Nominiert | [ 47 ]        |
| Online Film & Television Association Awards (2002) | Bester Ton                                                                           | | Nominiert | [ 47 ]        |
| Online Film & Television Association Awards (2002) | Bester Tonschnitt                                                                    | | Nominiert | [ 47 ]        |
| Schmähauszeichnungen (Negativpreise)               |                                                                                      | |           |               |
| Razzie Awards (Goldene Himbeere 2003)              | Schlechtester Nebendarsteller                                                        | Hayden Christensen                                                                                    | Gewonnen  | [ 48 ]        |
| Razzie Awards (Goldene Himbeere 2003)              | Schlechtestes Drehbuch                                                               | George Lucas und Jonathan Hales                                                                       | Gewonnen  | [ 48 ]        |
| Razzie Awards (Goldene Himbeere 2003)              | Schlechteste Schlechteste Neuverfilmung oder Fortsetzung                             | | Nominiert | [ 48 ]        |
| Razzie Awards (Goldene Himbeere 2003)              | Schlechtester Film                                                                   | | Nominiert | [ 48 ]        |
| Razzie Awards (Goldene Himbeere 2003)              | Schlechteste Regie                                                                   | George Lucas                                                                                          | Nominiert | [ 48 ]        |
| Razzie Awards (Goldene Himbeere 2003)              | Schlechteste Nebendarstellerin                                                       | Natalie Portman                                                                                       | Nominiert | [ 48 ]        |
| Razzie Awards (Goldene Himbeere 2003)              | Schlechteste Filmpaarung                                                             | Natalie Portman und Hayden Christensen                                                                | Nominiert | [ 48 ]        |

#### Episode III: Die Rache der Sith (2005)

Logo Episode III

| Auszeichnung                                       | Kategorie                                                                            | Nominierte & Preisträger                                                                                     | Ergebnis  | Quelle        |
| -------------------------------------------------- | ------------------------------------------------------------------------------------ | --- | --------- | ------------- |
| Auszeichnungen der Akademien                       |                                                                                      | |           |               |
| Academy Awards (Oscarverleihung 2006)              | Bestes Make-up                                                                       | Dave Elsey und Nikki Gooley                                                                                  | Nominiert | [ 49 ]        |
| Grammy Awards (2005)                               | Bestes Album mit Originalmusik geschrieben für einen Film oder ein Fernsehspecial    | John Williams                                                                                                | Nominiert | [ 50 ]        |
| Satellite Awards (2005)                            | Beste Visuelle Effekte                                                               | John Knoll, Roger Guyett, Rob Coleman und Brian Gernand                                                      | Gewonnen  | [ 51 ]        |
| Satellite Awards (2005)                            | Bester Tonschnitt                                                                    | Tom Myers, Christopher Scarabosio, Andy Nelson, Paul “Salty” Brincat, Ben Burt und Matthew Wood              | Gewonnen  | [ 51 ]        |
| Satellite Awards (2005)                            | Bestes Szenenbild                                                                    | Gavin Bocquet und Richard Roberts                                                                            | Nominiert | [ 51 ]        |
| Saturn Awards (2006)                               | Bester Science-Fiction-Film                                                          | | Gewonnen  | [ 52 ]        |
| Saturn Awards (2006)                               | Beste Musik                                                                          | John Williams                                                                                                | Gewonnen  | [ 52 ]        |
| Saturn Awards (2006)                               | Beste Regie                                                                          | George Lucas                                                                                                 | Nominiert | [ 52 ]        |
| Saturn Awards (2006)                               | Bestes Drehbuch                                                                      | George Lucas                                                                                                 | Nominiert | [ 52 ]        |
| Saturn Awards (2006)                               | Bester Hauptdarsteller                                                               | Hayden Christensen (als Anakin Skywalker / Darth Vader)                                                      | Nominiert | [ 52 ]        |
| Saturn Awards (2006)                               | Beste Hauptdarstellerin                                                              | Natalie Portman (als Padmé Amidala)                                                                          | Nominiert | [ 52 ]        |
| Saturn Awards (2006)                               | Bester Nebendarsteller                                                               | Ian McDiarmid (als Sheev Palpatine / Darth Sidious)                                                          | Nominiert | [ 52 ]        |
| Saturn Awards (2006)                               | Beste Spezialeffekte                                                                 | John Knoll, Roger Guyett, Rob Coleman und Brian Gernand                                                      | Nominiert | [ 52 ]        |
| Saturn Awards (2006)                               | Bestes Kostüm                                                                        | Trisha Biggar                                                                                                | Nominiert | [ 52 ]        |
| Saturn Awards (2006)                               | Bestes Make-up                                                                       | Dave Elsey, Lou Elsey und Nikki Gooley                                                                       | Nominiert | [ 52 ]        |
| Auszeichnungen der Gilden                          |                                                                                      | |           |               |
| Costume Designers Guild (2006)                     | Herausragendes Kostümdesign in der Sparte „Fantasyfilm“                              | Trisha Biggar                                                                                                | Nominiert | [ 53 ]        |
| Visual Effects Society (2006)                      | Herausragende visuelle Effekte in einem an visuellen Effekten orientierten Spielfilm | John Knoll, Roger Guyett, Rob Coleman und Denise Ream                                                        | Nominiert | [ 54 ]        |
| Visual Effects Society (2006)                      | Bester einzelstehender visuelle Effekt des Jahres                                    | John Knoll, Jill Brooks, David Weitzberg und Jeff Sutherland (für die Weltraumschlacht zu Beginn des Filmes) | Nominiert | [ 54 ]        |
| Visual Effects Society (2006)                      | Herausragend animierte Modelle und Miniaturen in einem Spielfilm                     | Brian Gernand, Pamela J. Choy, Ron Woodall und Kevin Reuter                                                  | Nominiert | [ 54 ]        |
| Visual Effects Society (2006)                      | Herausragende künstliche Welt in einem Spielfilm                                     | Jonathan Harb, Hilmar Koch, Yanick Dusseault und Brett Northcutt                                             | Nominiert | [ 54 ]        |
| Auszeichnungen von Communities (Publikumspreise)   |                                                                                      | |           |               |
| Empire Awards (2006)                               | Bester Sci-Fi-/Fantasy-Film                                                          | | Gewonnen  | [ 55 ]        |
| Empire Awards (2006)                               | Denkwürdigste Szene (für Vaders Auferstehung)                                        | | Gewonnen  | [ 55 ]        |
| Empire Awards (2006)                               | Bester Film                                                                          | | Nominiert | [ 55 ]        |
| Golden Schmoes Awards (2005)                       | Bester Science-Fiction-Film                                                          | | Gewonnen  | [ 56 ]        |
| Golden Schmoes Awards (2005)                       | Denkwürdigste Szene in einem Film (für Obi-Wan gegen Anakin)                         | | Gewonnen  | [ 56 ]        |
| Golden Schmoes Awards (2005)                       | Beste visuelle Spezialeffekte                                                        | | 2. Platz  | [ 56 ]        |
| Golden Schmoes Awards (2005)                       | Beste Musik                                                                          | | 2. Platz  | [ 56 ]        |
| Golden Schmoes Awards (2005)                       | Beste Action-Szene (für Obi-Wan gegen Anakin)                                        | | 2. Platz  | [ 56 ]        |
| Golden Schmoes Awards (2005)                       | Bestes Zitat (für „You were the chosen one!“)                                        | von Ewan McGregor (als Obi-Wan Kenobi)                                                                       | 2. Platz  | [ 56 ]        |
| Golden Schmoes Awards (2005)                       | Bester Film                                                                          | | Nominiert | [ 56 ]        |
| Golden Schmoes Awards (2005)                       | Am meisten überbewerteter Film                                                       | | Nominiert | [ 56 ]        |
| Golden Schmoes Awards (2005)                       | Bester Trailer                                                                       | | Nominiert | [ 56 ]        |
| Golden Schmoes Awards (2005)                       | Beste DVD/Blu-Ray                                                                    | | Nominiert | [ 56 ]        |
| MTV Movie Awards (2006)                            | Bester Bösewicht                                                                     | Hayden Christensen (als Anakin Skywalker / Darth Vader)                                                      | Gewonnen  | [ 57 ]        |
| MTV Movie Awards (2006)                            | Bester Held                                                                          | Ewan McGregor (als Obi-Wan Kenobi)                                                                           | Nominiert | [ 57 ]        |
| MTV Movie Awards (2006)                            | Beste Kampfszene (für Ewan McGregor vs. Hayden Christensen)                          | | Nominiert | [ 57 ]        |
| People’s Choice Awards (2006)                      | Bester Spielfilm                                                                     | | Gewonnen  | [ 58 ]        |
| People’s Choice Awards (2006)                      | Bester Spielfilm – Drama                                                             | | Gewonnen  | [ 58 ]        |
| Auszeichnungen anderer Preisverleihungen           |                                                                                      | |           |               |
| Golden Tomato Awards (2005)                        | Bester rezensierter Sci-Fi/Fantasy-Film                                              | | 2. Platz  | [ 59 ] [ 60 ] |
| Golden Tomato Awards (2005)                        | Bester rezensierter Film – Breite Veröffentlichung                                   | | 6. Platz  | [ 59 ] [ 60 ] |
| Online Film & Television Association Awards (2005) | Beste visuelle Effekte                                                               | | Nominiert | [ 61 ]        |
| Online Film & Television Association Awards (2005) | Bestes Make-up                                                                       | | Nominiert | [ 61 ]        |
| Online Film & Television Association Awards (2005) | Bester Tonschnitt                                                                    | | Nominiert | [ 61 ]        |
| Schmähauszeichnungen (Negativpreise)               |                                                                                      | |           |               |
| Razzie Awards (Goldene Himbeere 2006)              | Schlechtester Nebendarsteller                                                        | Hayden Christensen                                                                                           | Gewonnen  | [ 62 ]        |

### Sequeltrilogie

#### Episode VII: Das Erwachen der Macht (2015)

Logo Episode VII

Anmerkung: Da Disney die Handlung von Star Wars: Das Erwachen der Macht bis zur Weltpremiere am 14. Dezember 2015 in Los Angeles geheim gehalten hatte, wurde der Film in den Nominierungslisten diverser Preisverleihungen (beispielsweise für die Golden Globes, SAG Awards oder den Satellite Awards), die Anfang Dezember veröffentlicht wurden, nicht berücksichtigt. Ebenfalls konnte der Film von verschiedenen Kritikerverbänden (z. Bsp. die Los Angeles Film Critics Association, der New York Film Critics Circle oder das National Board of Review) nicht nominiert werden, da diese keine exklusiven Filmvorführungen erhielten.
| Auszeichnung                                                        | Kategorie                                                                            | Nominierte & Preisträger | Ergebnis  | Quelle        |
| ------------------------------------------------------------------- | ------------------------------------------------------------------------------------ | --- | --------- | ------------- |
| Auszeichnungen der Akademien                                        |                                                                                      | |           |               |
| Academy Awards (Oscarverleihung 2016)                               | Beste visuelle Effekte                                                               | Roger Guyett, Patrick Tubach, Neal Scanlan und Chris Corbould | Nominiert | [ 64 ]        |
| Academy Awards (Oscarverleihung 2016)                               | Beste Filmmusik                                                                      | John Williams | Nominiert | [ 64 ]        |
| Academy Awards (Oscarverleihung 2016)                               | Bester Schnitt                                                                       | Maryann Brandon und Mary Jo Markey | Nominiert | [ 64 ]        |
| Academy Awards (Oscarverleihung 2016)                               | Bester Ton                                                                           | Andy Nelson, Christopher Scarabosio und Stuart Wilson | Nominiert | [ 64 ]        |
| Academy Awards (Oscarverleihung 2016)                               | Bester Tonschnitt                                                                    | Matthew Wood und David Acord | Nominiert | [ 64 ]        |
| British Academy Film Awards (2016)                                  | Beste visuelle Effekte                                                               | Chris Corbould, Roger Guyett, Paul Kavanagh und Neal Scanlan | Gewonnen  | [ 65 ]        |
| British Academy Film Awards (2016)                                  | Beste Filmmusik                                                                      | John Williams | Nominiert | [ 65 ]        |
| British Academy Film Awards (2016)                                  | Bestes Szenenbild                                                                    | Rick Carter, Darren Gilford und Lee Sandales | Nominiert | [ 65 ]        |
| British Academy Film Awards (2016)                                  | Bester Ton                                                                           | David Acord, Andy Nelson, Christopher Scarabosio, Stuart Wilson und Matthew Wood | Nominiert | [ 65 ]        |
| Grammy Awards (2017)                                                | Bestes Album mit Originalmusik geschrieben für einen Film                            | John Williams | Gewonnen  | [ 66 ]        |
| Japanese Academy Awards (2016)                                      | Bester fremdsprachiger Film                                                          | | Nominiert | [ 67 ]        |
| Saturn Awards (2016)                                                | Bester Science-Fiction-Film                                                          | | Gewonnen  | [ 68 ]        |
| Saturn Awards (2016)                                                | Bester Hauptdarsteller                                                               | Harrison Ford (als Han Solo) | Gewonnen  | [ 68 ]        |
| Saturn Awards (2016)                                                | Bester Nebendarsteller                                                               | Adam Driver (als Kylo Ren / Ben Solo) | Gewonnen  | [ 68 ]        |
| Saturn Awards (2016)                                                | Bestes Drehbuch                                                                      | Lawrence Kasdan, J.J. Abrams und Michael Arndt | Gewonnen  | [ 68 ]        |
| Saturn Awards (2016)                                                | Beste Musik                                                                          | John Williams | Gewonnen  | [ 68 ]        |
| Saturn Awards (2016)                                                | Beste Spezialeffekte                                                                 | Roger Guyett, Patrick Tubach, Neal Scanlan und Chris Corbould | Gewonnen  | [ 68 ]        |
| Saturn Awards (2016)                                                | Bester Schnitt                                                                       | Maryann Brandon und Mary Jo Markey | Gewonnen  | [ 68 ]        |
| Saturn Awards (2016)                                                | Bestes Make-up                                                                       | Neal Scanlan | Gewonnen  | [ 68 ]        |
| Saturn Awards (2016)                                                | Beste Regie                                                                          | J.J. Abrams | Nominiert | [ 68 ]        |
| Saturn Awards (2016)                                                | Beste Hauptdarstellerin                                                              | Daisy Ridley (als Rey) | Nominiert | [ 68 ]        |
| Saturn Awards (2016)                                                | Bester Nebendarsteller                                                               | John Boyega (als Finn / FN-2187) | Nominiert | [ 68 ]        |
| Saturn Awards (2016)                                                | Beste Nebendarstellerin                                                              | Carrie Fisher (als Leia Organa) | Nominiert | [ 68 ]        |
| Saturn Awards (2016)                                                | Beste Nebendarstellerin                                                              | Lupita Nyong'o (als Maz Kanata) | Nominiert | [ 68 ]        |
| Saturn Awards (2016)                                                | Beste Ausstattung                                                                    | Rick Carter und Darren Gilford | Nominiert | [ 68 ]        |
| Saturn Awards (2016)                                                | Bestes Kostüm                                                                        | Michael Kaplan | Nominiert | [ 68 ]        |
| Auszeichnungen der Kritikerverbände                                 |                                                                                      | |           |               |
| American Film Institute Awards (2015)                               | Auflistung in der Kategorie der zehn besten Filme des Jahres                         | | Gewonnen  | [ 69 ]        |
| Central Ohio Film Critics Association (2015)                        | Schauspieler des Jahres (für eine beispielhafte Schauspielarbeit)                    | Domhnall Gleeson (ebenfalls für die Schauspielarbeit in den Filmen Brooklyn, Ex Machina und The Revenant) | 2. Platz  | [ 70 ] [ 71 ] |
| Central Ohio Film Critics Association (2015)                        | Bester Film                                                                          | | 7. Platz  | [ 70 ] [ 71 ] |
| Central Ohio Film Critics Association (2015)                        | Bahnbrechender Künstler                                                              | Daisy Ridley (für das Schauspielern) | Nominiert | [ 70 ] [ 71 ] |
| Central Ohio Film Critics Association (2015)                        | Bester Schnitt                                                                       | Maryann Brandon und Mary Jo Markey | Nominiert | [ 70 ] [ 71 ] |
| Critics’ Choice Awards (Critics’ Choice Movie Awards 2016 (Januar)) | Bester Film                                                                          | | Nominiert | [ 72 ]        |
| Denver Film Critics Society (2015)                                  | Bester Science-Fiction-/Horror-Film                                                  | | Nominiert | [ 73 ]        |
| Denver Film Critics Society (2015)                                  | Beste visuelle Effekte                                                               | | Nominiert | [ 73 ]        |
| Denver Film Critics Society (2015)                                  | Beste Musik                                                                          | John Williams | Nominiert | [ 73 ]        |
| Florida Film Critics Circle (2015)                                  | FFCC Breakout Award – Bester Newcomer                                                | Daisy Ridley | Gewonnen  | [ 74 ] [ 75 ] |
| Florida Film Critics Circle (2015)                                  | Beste visuelle Effekte                                                               | | 2. Platz  | [ 74 ] [ 75 ] |
| Florida Film Critics Circle (2015)                                  | Beste Filmmusik                                                                      | | Nominiert | [ 74 ] [ 75 ] |
| Georgia Film Critics Association (2015)                             | Bestes Szenenbild                                                                    | Rick Carter, Darren Gilford, Alastair Bullock und Gary Tomkins | Nominiert | [ 76 ]        |
| Georgia Film Critics Association (2015)                             | Beste Filmmusik                                                                      | John Williams | Nominiert | [ 76 ]        |
| Georgia Film Critics Association (2015)                             | Bestes Ensemble                                                                      | | Nominiert | [ 76 ]        |
| Georgia Film Critics Association (2015)                             | Bahnbrechende Leistung                                                               | Daisy Ridley (als Rey) | Nominiert | [ 76 ]        |
| Auszeichnungen der Gilden                                           |                                                                                      | |           |               |
| American Cinema Editors (2016)                                      | Bester Schnitt in einem Spielfilm (Drama)                                            | | Nominiert | [ 77 ]        |
| Art Directors Guild (2015)                                          | Herausragendes Produktionsdesign in der Sparte „Fantasy-Film“                        | Rick Carter und Darren Gilford | Nominiert | [ 78 ]        |
| British Film Designers Guild Awards (2015)                          | Bestes Produktionsdesign für einen Spielfilm                                         | Darren Gilford, Rick Carter, Neil Lamont, Al Bullock, Gary Tomkins and Art Directors James Clyne, James Collins, Rob Cowper, Peter Dorme, Jo Finkel, Kevin Jenkins, Ashley Lamont, Andrew Palmer, Stuart Rose, Hayley Easton Street, Stephen Swain, Mary McKenzie, Oliver Roberts, Matt Albert Kerly und Lee Sandales | Gewonnen  | [ 79 ]        |
| Casting Society of America (2016)                                   | Herausragendes Casting in der Sparte „Hohes Budget – Film“ (Drama)                   | Nina Gold, April Webster, Alyssa Weisberg und Jessica Sherman | Nominiert | [ 80 ]        |
| Cinema Audio Society (2016)                                         | Herausragendes Soundmixing in einem Spielfilm                                        | Stuart Wilson, Andy Nelson, Chris Scarabosio, Shawn Murphy, Charleen Steeves und Chris Manning | Nominiert | [ 81 ]        |
| Costume Designers Guild (2016)                                      | Herausragendes Kostümdesign in der Sparte „Fantasyfilm“                              | Michael Kaplan | Nominiert | [ 82 ]        |
| Creative Arts Awards (2016)                                         | Bester 3D-Spielfilm                                                                  | | Gewonnen  | [ 83 ]        |
| Creative Arts Awards (2016)                                         | Beste Verwendung der 2D zu 3D-Konvertierung                                          | | Gewonnen  | [ 83 ]        |
| International Film Music Critics Association Award (2015)           | Beste Filmmusik des Jahres                                                           | John Williams | Gewonnen  | [ 84 ] [ 85 ] |
| International Film Music Critics Association Award (2015)           | Beste Musik für einen Fantasy-/Science-Fiction-/Horror-Film                          | John Williams | Gewonnen  | [ 84 ] [ 85 ] |
| International Film Music Critics Association Award (2015)           | Beste Filmmusikkomposition                                                           | John Williams (für The Jedi Steps and Finale) | Gewonnen  | [ 84 ] [ 85 ] |
| Makeup Artist and Hair Stylist Guild Awards (2016)                  | Beste spezielle Make-up-Effekte in einem Spielfilm                                   | Neal Scanlan | Nominiert | [ 86 ]        |
| Motion Picture Sound Editors (2016)                                 | Bester Soundschnitt – Filmmusik in einem Spielfilm                                   | Ramiro Belgardt und Paul Apelgren | Gewonnen  | [ 87 ] [ 88 ] |
| Motion Picture Sound Editors (2016)                                 | Bester Soundschnitt – Dialog/Synchronisation in einem Spielfilm                      | Matthew Wood, David Acord, Cheryl Nardi, Brad Semenoff und Richard Quinn | Nominiert | [ 87 ] [ 88 ] |
| Motion Picture Sound Editors (2016)                                 | Bester Soundschnitt – Soundeffekte und Geräuschemacher in einem Spielfilm            | Matthew Wood, David Acord, Frank Rinella, Ben Burtt, Gary Rydstrom, Andrea Gard, Ronni Brown, Jana Vance, Kim Patrick, Dennie Thorpe, Margie O’Malley, E.J. Holowicki, Teresa Eckton, Dee Selby, Jon Borland und Kevin Sellers                                                                                        | Nominiert | [ 87 ] [ 88 ] |
| Science Fiction and Fantasy Writers of America (2015)               | Ray Bradbury Award für Herausragende dramatische Präsentation                        | Lawrence Kasdan, J.J. Abrams und Michael Arndt | Nominiert | [ 89 ]        |
| Visual Effects Society (2016)                                       | Herausragende visuelle Effekte in einem an visuellen Effekten orientierten Spielfilm | Roger Guyett, Luke O’Byrne, Patrick Tubach, Paul Kavanagh und Chris Corbould | Gewonnen  | [ 90 ]        |
| Visual Effects Society (2016)                                       | Herausragende künstliche Welt in einem Spielfilm                                     | Yanick Dusseault, Mike Wood, Justin van der Lek und Quentin Marmier (für die Falcon Verfolgung auf Jakku) | Gewonnen  | [ 90 ]        |
| Visual Effects Society (2016)                                       | Herausragende virtuelle Kameraführung in einem Spielfilm                             | Paul Kavanagh, Colin Benoit, Susumu Yukuhiro und Greg Salter (für die Falcon Verfolgung auf Jakku) | Gewonnen  | [ 90 ]        |
| Visual Effects Society (2016)                                       | Herausragend animiertes Modell in einem Spielfilm                                    | Joshua Lee, Matthew Denton, Landis Fields und Cyrus Jam (für BB-8) | Gewonnen  | [ 90 ]        |
| Visual Effects Society (2016)                                       | Herausragende Animationen in einem Spielfilm                                         | Joel Bodin, Arslan Elver, Ian Comley und Steve Cullingford (für Maz) | Nominiert | [ 90 ]        |
| Visual Effects Society (2016)                                       | Herausragendes Compositing in einem Spielfilm                                        | Jay Cooper, Marian Mavrovic, Jean Lapointe und Alex Prichard | Nominiert | [ 90 ]        |
| Visual Effects Society (2016)                                       | Herausragende computersimulierte Animation von Effekten in einem Spielfilm           | Rick Hankins, Dan Bornstein, John Doublestein und Gary Wu (für Starkiller Base) | Nominiert | [ 90 ]        |
| Auszeichnungen von Communities (Publikumspreise)                    |                                                                                      | |           |               |
| Awards Circuit Community Awards (2015)                              | Beste visuelle Effekte                                                               | Roger Guyett, Patrick Tubach, Neal Scanlan und Chris Corbould | 2. Platz  | [ 91 ]        |
| Awards Circuit Community Awards (2015)                              | Bestes Szenenbild                                                                    | Rick Carter und Darren Gilford | 2. Platz  | [ 91 ]        |
| Awards Circuit Community Awards (2015)                              | Bester Sound                                                                         | | 2. Platz  | [ 91 ]        |
| Awards Circuit Community Awards (2015)                              | Bestes Stunt Ensemble                                                                | | 2. Platz  | [ 91 ]        |
| Awards Circuit Community Awards (2015)                              | Bester Film                                                                          | J.J. Abrams, Bryan Burk und Kathleen Kennedy | Nominiert | [ 91 ]        |
| Awards Circuit Community Awards (2015)                              | Bestes Cast Ensemble                                                                 | Daisy Ridley, John Boyega, Harrison Ford, Carrie Fisher, Peter Mayhew, Anthony Daniels, Carrie Fisher, Mark Hamill, Lupita Nyong’o, Adam Driver, Andy Serkis, Oscar Isaac, Domhnall Gleeson, Gwendoline Christie und Max Von Sydow                                                                                    | Nominiert | [ 91 ]        |
| Awards Circuit Community Awards (2015)                              | Bester Schnitt                                                                       | Maryann Brandon und Mary Jo Markey | Nominiert | [ 91 ]        |
| Awards Circuit Community Awards (2015)                              | Beste Musik                                                                          | John Williams | Nominiert | [ 91 ]        |
| Awards Circuit Community Awards (2015)                              | Bestes Make-up und Frisuren                                                          | | Nominiert | [ 91 ]        |
| Empire Awards (2016)                                                | Bester Sci-Fi-/Fantasy-Film                                                          | | Gewonnen  | [ 92 ]        |
| Empire Awards (2016)                                                | Bester Regisseur                                                                     | J. J. Abrams | Gewonnen  | [ 92 ]        |
| Empire Awards (2016)                                                | Bester männlicher Newcomer                                                           | John Boyega (als Finn / FN-2187) | Gewonnen  | [ 92 ]        |
| Empire Awards (2016)                                                | Beste weibliche Newcomerin                                                           | Daisy Ridley (als Rey) | Gewonnen  | [ 92 ]        |
| Empire Awards (2016)                                                | Beste visuelle Effekte                                                               | | Gewonnen  | [ 92 ]        |
| Empire Awards (2016)                                                | Bester Film                                                                          | | Nominiert | [ 92 ]        |
| Empire Awards (2016)                                                | Bestes Szenenbild                                                                    | | Nominiert | [ 92 ]        |
| Empire Awards (2016)                                                | Beste Kostüme                                                                        | | Nominiert | [ 92 ]        |
| Empire Awards (2016)                                                | Bestes Make-up und Frisuren                                                          | | Nominiert | [ 92 ]        |
| Golden Schmoes Awards (2015)                                        | Bester Science-Fiction-Film                                                          | | Gewonnen  | [ 93 ]        |
| Golden Schmoes Awards (2015)                                        | Beste visuelle Spezialeffekte                                                        | | Gewonnen  | [ 93 ]        |
| Golden Schmoes Awards (2015)                                        | Bahnbrechende Leistung                                                               | Daisy Ridley (als Rey) | Gewonnen  | [ 93 ]        |
| Golden Schmoes Awards (2015)                                        | Bestes Film Poster                                                                   | | Gewonnen  | [ 93 ]        |
| Golden Schmoes Awards (2015)                                        | Bester Trailer                                                                       | | Gewonnen  | [ 93 ]        |
| Golden Schmoes Awards (2015)                                        | Denkwürdigste Szene in einem Film (für Kylo Ren tötet seinen Vater)                  | | Gewonnen  | [ 93 ]        |
| Golden Schmoes Awards (2015)                                        | Bester Film                                                                          | | 2. Platz  | [ 93 ]        |
| Golden Schmoes Awards (2015)                                        | Bestes Zitat (für „Chewie. We're home.“)                                             | von Harrison Ford (als Han Solo) | 2. Platz  | [ 93 ]        |
| Golden Schmoes Awards (2015)                                        | Beste Regie                                                                          | J.J. Abrams | Nominiert | [ 93 ]        |
| Golden Schmoes Awards (2015)                                        | Beste Darstellerin                                                                   | Daisy Ridley (als Rey) | Nominiert | [ 93 ]        |
| Golden Schmoes Awards (2015)                                        | Bahnbrechende Leistung                                                               | John Boyega (als Finn / FN-2187) | Nominiert | [ 93 ]        |
| Golden Schmoes Awards (2015)                                        | Coolster Character                                                                   | Han Solo | Nominiert | [ 93 ]        |
| Golden Schmoes Awards (2015)                                        | Coolster Character                                                                   | Kylo Ren | Nominiert | [ 93 ]        |
| Golden Schmoes Awards (2015)                                        | Coolster Character                                                                   | Rey | Nominiert | [ 93 ]        |
| Golden Schmoes Awards (2015)                                        | Beste Musik                                                                          | | Nominiert | [ 93 ]        |
| Golden Schmoes Awards (2015)                                        | Beste Action-Szene (für Finaler Kampf auf der Starkiller Base)                       | | Nominiert | [ 93 ]        |
| Golden Schmoes Awards (2015)                                        | Am meisten überbewerteter Film (Negativpreis)                                        | | Nominiert | [ 93 ]        |
| Jupiter Awards (2016)                                               | Bester Film international                                                            | | Gewonnen  | [ 94 ]        |
| MTV Movie Awards (2016)                                             | Bester Film                                                                          | | Gewonnen  | [ 95 ]        |
| MTV Movie Awards (2016)                                             | Bester Bösewicht                                                                     | Adam Driver (als Kylo Ren / Ben Solo) | Gewonnen  | [ 95 ]        |
| MTV Movie Awards (2016)                                             | Bester Newcomer                                                                      | Daisy Ridley (als Rey) | Gewonnen  | [ 95 ]        |
| MTV Movie Awards (2016)                                             | Bester Newcomer                                                                      | John Boyega (als Finn / FN-2187) | Nominiert | [ 95 ]        |
| MTV Movie Awards (2016)                                             | Beste Schauspielerin                                                                 | Daisy Ridley (als Rey) | Nominiert | [ 95 ]        |
| MTV Movie Awards (2016)                                             | Bester Actionheld                                                                    | John Boyega (als Finn / FN-2187) | Nominiert | [ 95 ]        |
| MTV Movie Awards (2016)                                             | Bester Held                                                                          | Daisy Ridley (als Rey) | Nominiert | [ 95 ]        |
| MTV Movie Awards (2016)                                             | Beste virtuelle Darstellung                                                          | Andy Serkis (als Snoke) | Nominiert | [ 95 ]        |
| MTV Movie Awards (2016)                                             | Beste virtuelle Darstellung                                                          | Lupita Nyong'o (als Maz Kanata) | Nominiert | [ 95 ]        |
| MTV Movie Awards (2016)                                             | Bestes Ensemble                                                                      | | Nominiert | [ 95 ]        |
| MTV Movie Awards (2016)                                             | Beste Kampfszene (für Daisy Ridley vs. Adam Driver)                                  | | Nominiert | [ 95 ]        |
| Auszeichnungen anderer Preisverleihungen                            |                                                                                      | |           |               |
| Golden Tomato Awards (2015)                                         | Bester rezensierter Sci-Fi/Fantasy-Film                                              | | 2. Platz  | [ 96 ] [ 97 ] |
| Golden Tomato Awards (2015)                                         | Bester rezensierter Film – Breite Veröffentlichung                                   | | 3. Platz  | [ 96 ] [ 97 ] |
| Hugo Awards (2016)                                                  | Beste dramatische Präsentation, Lange Form                                           | Lawrence Kasdan, J.J. Abrams und Michael Arndt | Nominiert | [ 98 ]        |
| IGN Best of (2015)                                                  | Bester visuelle Effekte                                                              | | Gewonnen  | [ 99 ]        |
| IGN Best of (2015)                                                  | Bester visuelle Effekte (People’s Choice)                                            | | Gewonnen  | [ 99 ]        |
| IGN Best of (2015)                                                  | Bester Film (People’s Choice)                                                        | | Gewonnen  | [ 99 ]        |
| IGN Best of (2015)                                                  | Beste Sci-Fi-Film (People’s Choice)                                                  | | Gewonnen  | [ 99 ]        |
| Online Film & Television Association Awards (2015)                  | Beste visuelle Effekte                                                               | | Gewonnen  | [ 100 ]       |
| Online Film & Television Association Awards (2015)                  | Bester Filmtrailer (auf YouTube)                                                     | | Gewonnen  | [ 100 ]       |
| Online Film & Television Association Awards (2015)                  | Bester Ton                                                                           | | 2. Platz  | [ 100 ]       |
| Online Film & Television Association Awards (2015)                  | Bester Tonschnitt                                                                    | | 2. Platz  | [ 100 ]       |
| Online Film & Television Association Awards (2015)                  | Bestes Filmposter                                                                    | | 2. Platz  | [ 100 ]       |
| Online Film & Television Association Awards (2015)                  | Bester männlicher Newcomer                                                           | John Boyega (als Finn / FN-2187) | Nominiert | [ 100 ]       |
| Online Film & Television Association Awards (2015)                  | Beste weibliche Newcomerin                                                           | Daisy Ridley (als Rey) | Nominiert | [ 100 ]       |
| Online Film & Television Association Awards (2015)                  | Beste Voice-Over Performance                                                         | Lupita Nyong'o (als Stimme von Maz Kanata) | Nominiert | [ 100 ]       |
| Online Film & Television Association Awards (2015)                  | Bestes Ensemble                                                                      | | Nominiert | [ 100 ]       |
| Online Film & Television Association Awards (2015)                  | Beste Filmmusik                                                                      | | Nominiert | [ 100 ]       |
| Online Film & Television Association Awards (2015)                  | Bester Schnitt                                                                       | | Nominiert | [ 100 ]       |
| Online Film & Television Association Awards (2015)                  | Beste Stunt Koordinierung                                                            | | Nominiert | [ 100 ]       |

#### Episode VIII: Die letzten Jedi (2017)

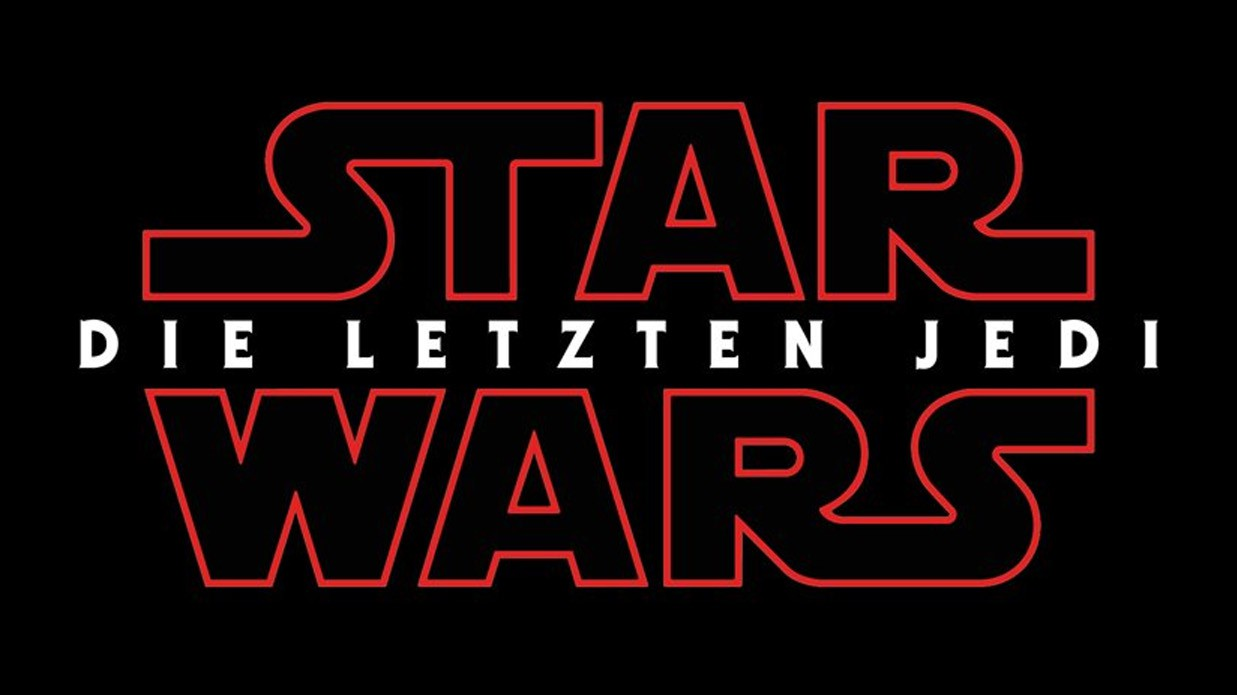
Logo Episode VIII

Star Wars: Die letzten Jedi hatte seine Premiere in Deutschland am Donnerstag, den 14. Dezember 2017, in Nordamerika am Freitag, den 15. Dezember 2017.
Anmerkung: Wie auch schon bei Episode VII: das Erwachen der Macht und Rogue One: A Star Wars Story erhielten viele namhaften Preisverleiher und Kritikerverbände (zur Vermeidung von Spoilern) kein Recht, den Film vor der Weltpremiere in Los Angeles zu sehen. Darunter befinden sich z. Bsp. die Hollywood Foreign Press Association, die die Golden Globes vergeben und die International Press Academy mit ihrem Satellite Award; die Broadcast Film Critics Association mit dem Critics’ Choice Movie Award und die Los Angeles Film Critics Association sind Beispiele von Kritikerverbänden, die ihre Nominierungen schon Anfang Dezember eines jeden Jahres bekanntgeben und somit die Filme, die erst zur Mitte oder am Ende des Monats den Kritikern gezeigt werden, nicht berücksichtigt werden können.
| Auszeichnung                                              | Kategorie                                                                            | Nominierte & Preisträger | Ergebnis  | Quelle          |
| --------------------------------------------------------- | ------------------------------------------------------------------------------------ | --- | --------- | --------------- |
| Auszeichnungen der Akademien                              |                                                                                      | |           |                 |
| Academy Awards (Oscarverleihung 2018)                     | Beste visuelle Effekte                                                               | Ben Morris, Michael Mulholland, Neal Scanlan und Chris Corbould | Nominiert | [ 103 ]         |
| Academy Awards (Oscarverleihung 2018)                     | Beste Filmmusik                                                                      | John Williams | Nominiert | [ 103 ]         |
| Academy Awards (Oscarverleihung 2018)                     | Bester Ton                                                                           | David Parker, Michael Semanick, Ren Klyce und Stuart Wilson | Nominiert | [ 103 ]         |
| Academy Awards (Oscarverleihung 2018)                     | Bester Tonschnitt                                                                    | Matthew Wood und Ren Klyce | Nominiert | [ 103 ]         |
| British Academy Film Awards (2018)                        | Beste visuelle Effekte                                                               | Stephen Alpin, Chris Corbould, Ben Morris und Neal Scanlan | Nominiert | [ 104 ]         |
| British Academy Film Awards (2018)                        | Bester Ton                                                                           | Ren Klyce, David Parker, Michael Semanick, Stuart Wilson und Matthew Wood | Nominiert | [ 104 ]         |
| Grammy Awards (2019)                                      | Bester Soundtrack für Visuelle Medien                                                | John Williams | Nominiert | [ 105 ]         |
| Saturn Awards (2018)                                      | Bestes Drehbuch                                                                      | Rian Johnson | Gewonnen  | [ 106 ] [ 107 ] |
| Saturn Awards (2018)                                      | Bester Hauptdarsteller                                                               | Mark Hamill (als Luke Skywalker) | Gewonnen  | [ 106 ] [ 107 ] |
| Saturn Awards (2018)                                      | Bester Schnitt                                                                       | Bob Ducsay | Gewonnen  | [ 106 ] [ 107 ] |
| Saturn Awards (2018)                                      | Bester Science-Fiction-Film                                                          | | Nominiert | [ 106 ] [ 107 ] |
| Saturn Awards (2018)                                      | Beste Regie                                                                          | Rian Johnson | Nominiert | [ 106 ] [ 107 ] |
| Saturn Awards (2018)                                      | Beste Hauptdarstellerin                                                              | Daisy Ridley (als Rey) | Nominiert | [ 106 ] [ 107 ] |
| Saturn Awards (2018)                                      | Beste Nebendarstellerin                                                              | Carrie Fisher (postum) (als Leia Organa) | Nominiert | [ 106 ] [ 107 ] |
| Saturn Awards (2018)                                      | Beste Nebendarstellerin                                                              | Kelly Marie Tran (als Rose Tico) | Nominiert | [ 106 ] [ 107 ] |
| Saturn Awards (2018)                                      | Beste Musik                                                                          | John Williams | Nominiert | [ 106 ] [ 107 ] |
| Saturn Awards (2018)                                      | Beste Spezialeffekte                                                                 | Ben Morris, Mike Mulholland, Chris Corbould und Neal Scanlan | Nominiert | [ 106 ] [ 107 ] |
| Saturn Awards (2018)                                      | Bestes Make-up                                                                       | Peter Swords King und Neal Scanlan | Nominiert | [ 106 ] [ 107 ] |
| Saturn Awards (2018)                                      | Beste Ausstattung                                                                    | Rick Heinrichs | Nominiert | [ 106 ] [ 107 ] |
| Saturn Awards (2018)                                      | Bestes Kostüm                                                                        | Michael Kaplan | Nominiert | [ 106 ] [ 107 ] |
| Auszeichnungen der Kritikerverbände                       |                                                                                      | |           |                 |
| Austin Film Critics Association Awards (2017)             | Beste Musik                                                                          | John Williams | Nominiert | [ 108 ]         |
| Florida Film Critics Circle (2017)                        | Beste visuelle Effekte                                                               | | Nominiert | [ 109 ]         |
| Georgia Film Critics Association (2017)                   | Bestes Szenenbild                                                                    | Rick Heinrichs | Nominiert | [ 110 ]         |
| Indiana Film Journalists Association Award (2017)         | Bester Film                                                                          | | Nominiert | [ 111 ]         |
| Las Vegas Film Critics Society Awards (2017)              | Bester Action-Film                                                                   | | Gewonnen  | [ 112 ]         |
| Las Vegas Film Critics Society Awards (2017)              | Bester Film                                                                          | | 10. Platz | [ 112 ]         |
| London Critics' Circle Film Awards (2018)                 | Beste technische Leistung                                                            | Ben Morris (für die visuellen Effekte) | Nominiert | [ 113 ]         |
| North Carolina Film Critics Association (2018)            | Beste Spezialeffekte                                                                 | | Nominiert | [ 114 ]         |
| Central Ohio Film Critics Association (2018)              | Bester Filmschnitt                                                                   | Bob Ducsay | Nominiert | [ 115 ]         |
| Auszeichnungen der Gilden                                 |                                                                                      | |           |                 |
| Art Directors Guild (2018)                                | Herausragendes Produktionsdesign in der Sparte „Fantasy-Film“                        | Rick Heinrichs | Nominiert | [ 116 ]         |
| Costume Designers Guild Awards (2018)                     | Herausragendes Kostümdesign in der Sparte „Sci-Fi/Fantasy-Film“                      | Michael Kaplan | Nominiert | [ 117 ]         |
| Cinema Audio Society Awards (2018)                        | Herausragendes Soundmixing in einem Spielfilm                                        | Stuart Wilson, David Parker, Michael Semanick, Ren Klyce, Shawn Murphy, Doc Kane und Frank Rinella | Nominiert | [ 118 ]         |
| International Film Music Critics Association Award (2017) | Beste Filmmusik des Jahres                                                           | John Williams | Nominiert | [ 119 ]         |
| International Film Music Critics Association Award (2017) | Beste Musik für einen Fantasy-/Science-Fiction-/Horror-Film                          | John Williams | Nominiert | [ 119 ]         |
| International Film Music Critics Association Award (2017) | Beste Filmmusikkomposition                                                           | John Williams (für Finale) | Nominiert | [ 119 ]         |
| Makeup Artist and Hair Stylist Guild Awards (2018)        | Herausragendes Make-Up in der Sparte Film                                            | Neal Scanlan, Peter King | Nominiert | [ 120 ]         |
| Motion Picture Sound Editors (2018)                       | Bester Soundschnitt – Soundeffekte und Geräuschemacher in einem Spielfilm            | Matthew Wood, Ren Klyce, Steve Orlando, Frank Rinella, Coya Elliot, Bonnie Wild, Jon Borland, Kim Patrick, Dee Selby, Ronni Brown und Margie O’Malley | Nominiert | [ 121 ]         |
| Visual Effects Society (2018)                             | Herausragende visuelle Effekte in einem an visuellen Effekten orientierten Spielfilm | Ben Morris, Tim Keene, Eddie Pasquarello, Daniel Seddon und Chris Corbould | Nominiert | [ 122 ] [ 123 ] |
| Visual Effects Society (2018)                             | Herausragende virtuelle Kameraführung in einem Spielfilm                             | Cameron Nielsen, Albert Cheng, John Levin und Johanes Kurnia (für Crait, Kampf an der Oberfläche) | Nominiert | [ 122 ] [ 123 ] |
| Visual Effects Society (2018)                             | Herausragende computersimulierte Animation von Effekten in einem Spielfilm           | Peter Kyme, Miguel Perez Senent, Ahmed Gharraph und Billy Copley (für Bombenzielanflug) | Nominiert | [ 122 ] [ 123 ] |
| Visual Effects Society (2018)                             | Herausragende computersimulierte Animation von Effekten in einem Spielfilm           | Mihai Cioroba, Ryoji Fujita, Jiyong Shin und Dan Finnegan (für Mega Destroyer Zerstörung) | Nominiert | [ 122 ] [ 123 ] |
| Auszeichnungen von Communities (Publikumspreise)          |                                                                                      | |           |                 |
| Awards Circuit Community Awards (2017)                    | Anerkennung für ein Film in den Top 20 der besten Filme des Jahres                   | | Gewonnen  | [ 124 ]         |
| Awards Circuit Community Awards (2017)                    | Beste visuelle Effekte                                                               | Richard Bain, Ben Morris und Michael Mulholland | Nominiert | [ 124 ]         |
| Awards Circuit Community Awards (2017)                    | Bestes Szenenbild                                                                    | Rick Heinrichs | Nominiert | [ 124 ]         |
| Awards Circuit Community Awards (2017)                    | Bester Sound                                                                         | David Parker, Michael Semanchick und Matthew Wood | Nominiert | [ 124 ]         |
| Awards Circuit Community Awards (2017)                    | Bestes Stunt Ensemble                                                                | Sina Ali, Guiomar Alonso, Daryl Andrews, Andrew Burford, Michael Byrch, Yusuf Chaudhri, Tony Christian, Tom Cotton, James Cox, Nicholas Daines, Levan Doran, Josh Dyer, Ben Essex, Bradley Farmer, Sarah Franzi, David R. Grant, Evangelos Grecos, Fizz Hood, Paul Howell, Othman Ilyassa, Cristian Knight, Claire Lawrence, Lukaz Leong, Paul Lowe, John Macdonald, Casey Michaels, Trayan Milenov-Troy, Theo Morton, Douglas Robson, Tom Ridgers, Tiger Rudge, Fenix Searle, Anthony Skrimshire, Karen Teoh, Luke Tumber, Andy Wareham, Joe Watts, William Willoughby und Steen Young | Nominiert | [ 124 ]         |
| Empire Awards (2018)                                      | Bester Film                                                                          | | Gewonnen  | [ 125 ]         |
| Empire Awards (2018)                                      | Bester Regisseur                                                                     | Rian Johnson | Gewonnen  | [ 125 ]         |
| Empire Awards (2018)                                      | Beste Schauspielerin                                                                 | Daisy Ridley (als Rey) | Gewonnen  | [ 125 ]         |
| Empire Awards (2018)                                      | Beste visuelle Effekte                                                               | Ben Morris, Michael Mulholland, Neal Scanlan, Chris Corbould | Gewonnen  | [ 125 ]         |
| Empire Awards (2018)                                      | Beste Kostüme                                                                        | Michael Kaplan | Gewonnen  | [ 125 ]         |
| Empire Awards (2018)                                      | Bester Sci-Fi-/Fantasy-Film                                                          | | Nominiert | [ 125 ]         |
| Empire Awards (2018)                                      | Bester Schauspieler                                                                  | John Boyega (als Finn) | Nominiert | [ 125 ]         |
| Empire Awards (2018)                                      | Beste weibliche Newcomerin                                                           | Kelly Marie Tran (als Rose Tico) | Nominiert | [ 125 ]         |
| Empire Awards (2018)                                      | Bestes Szenenbild                                                                    | | Nominiert | [ 125 ]         |
| Golden Schmoes Awards (2017)                              | Beste Action-Szene (für Thronsaal-Kampf)                                             | | Gewonnen  | [ 126 ]         |
| Golden Schmoes Awards (2017)                              | Bestes Film Poster                                                                   | | Gewonnen  | [ 126 ]         |
| Golden Schmoes Awards (2017)                              | Bester Science-Fiction-Film                                                          | | Nominiert | [ 126 ]         |
| Golden Schmoes Awards (2017)                              | Beste visuelle Spezialeffekte                                                        | Ben Morris, Michael Mulholland, Neal Scanlan, Chris Corbould | Nominiert | [ 126 ]         |
| Golden Schmoes Awards (2017)                              | Beste Musik                                                                          | John Williams | Nominiert | [ 126 ]         |
| Golden Schmoes Awards (2017)                              | Denkwürdigste Szene in einem Film (für Luke Skywalker vs. Kylo Ren)                  | | Nominiert | [ 126 ]         |
| Golden Schmoes Awards (2017)                              | Bestes Zitat (für „Amazing. Every word of what you just said was wrong.“)            | von Mark Hamill (als Luke Skywalker) | Nominiert | [ 126 ]         |
| Golden Schmoes Awards (2017)                              | Coolster Character                                                                   | Luke Skywalker | Nominiert | [ 126 ]         |
| Golden Schmoes Awards (2017)                              | Bester Trailer                                                                       | | Nominiert | [ 126 ]         |
| Golden Schmoes Awards (2017)                              | Am meisten überbewerteter Film (Negativpreis)                                        | | Nominiert | [ 126 ]         |
| Golden Schmoes Awards (2017)                              | Größte Enttäuschung (Negativpreis)                                                   | | Nominiert | [ 126 ]         |
| MTV Movie Awards (2018)                                   | Beste darstellerische Leistung                                                       | Daisy Ridley | Nominiert | [ 127 ] [ 128 ] |
| MTV Movie Awards (2018)                                   | Bester Held                                                                          | Daisy Ridley (als Rey) | Nominiert | [ 127 ] [ 128 ] |
| MTV Movie Awards (2018)                                   | Bester Bösewicht                                                                     | Adam Driver (als Kylo Ren) | Nominiert | [ 127 ] [ 128 ] |
| Auszeichnungen anderer Preisverleihungen                  | Bester Bösewicht                                                                     | |           |                 |
| Golden Tomato Awards (2017)                               | Bester rezensierter Sci-Fi/Fantasy-Film                                              | | 1. Platz  | [ 129 ] [ 130 ] |
| Golden Tomato Awards (2017)                               | Bester rezensierter Film – Breite Veröffentlichung                                   | | 8. Platz  | [ 129 ] [ 130 ] |
| Hugo Awards (2018)                                        | Beste dramatische Präsentation, Lange Form                                           | Rian Johnson | Nominiert | [ 131 ]         |
| International Online Cinema Awards (INOCA) (2018)         | Beste visuelle Effekte                                                               | Ben Morris, Michael Mulholland, Neal Scanlan und Chris Corbould | Nominiert | [ 132 ]         |
| International Online Cinema Awards (INOCA) (2018)         | Bester Tonschnitt                                                                    | Matthew Wood und Ren Klyce | Nominiert | [ 132 ]         |
| Online Film & Television Association Awards (2017)        | Bester Tonschnitt                                                                    | Matthew Wood und Ren Klyce | Gewonnen  | [ 133 ]         |
| Online Film & Television Association Awards (2017)        | Beste visuelle Effekte                                                               | Ben Morris, Michael Mulholland, Neal Scanlan, Chris Corbould | Nominiert | [ 133 ]         |
| Online Film & Television Association Awards (2017)        | Bestes Szenenbild                                                                    | Rick Heinrichs | Nominiert | [ 133 ]         |
| Online Film & Television Association Awards (2017)        | Bester Ton                                                                           | David Parker, Michael Semanick, Ren Klyce und Stuart Wilson | Nominiert | [ 133 ]         |
| Online Film & Television Association Awards (2017)        | Bester filmischer Moment (für das Hyperraum-Manöver)                                 | | Nominiert | [ 133 ]         |
| Online Film & Television Association Awards (2017)        | Bester Filmtrailer (Trailer #2, auf YouTube)                                         | Lucasfilm, Disney | Nominiert | [ 133 ]         |

#### Episode IX: Der Aufstieg Skywalkers (2019)

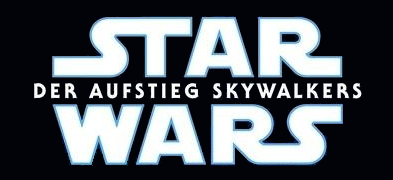
Logo Episode IX

Star Wars: Der Aufstieg Skywalkers hatte seine deutsche Premiere am 18. Dezember 2019 und startete in den Vereinigten Staaten am 20. Dezember 2019.
| Auszeichnung                          | Kategorie                                                                            | Nominierte & Preisträger                                                         | Ergebnis  | Quelle  |
| ------------------------------------- | ------------------------------------------------------------------------------------ | -------------------------------------------------------------------------------- | --------- | ------- |
| Auszeichnungen der Akademien          |                                                                                      |                                                                                  |           |         |
| Academy Awards (Oscarverleihung 2020) | Beste Filmmusik                                                                      | John Williams                                                                    | Nominiert | [ 135 ] |
| Academy Awards (Oscarverleihung 2020) | Beste visuelle Effekte                                                               | Roger Guyett, Neal Scanlan, Patrick Tubach und Dominic Tuohy                     | Nominiert | [ 135 ] |
| Academy Awards (Oscarverleihung 2020) | Bester Tonschnitt                                                                    | Matthew Wood und David Acord                                                     | Nominiert | [ 135 ] |
| British Academy Film Awards (2020)    | Beste Filmmusik                                                                      | John Williams                                                                    | Nominiert | [ 136 ] |
| British Academy Film Awards (2020)    | Beste visuelle Effekte                                                               | Dominic Tuohy, Roger Guyett, Paul Kavanagh und Neal Scanlan                      | Nominiert | [ 136 ] |
| British Academy Film Awards (2020)    | Bester Ton                                                                           | David Acord, Andy Nelson, Christopher Scarabosio, Stuart Wilson und Matthew Wood | Nominiert | [ 136 ] |
| Auszeichnungen der Gilden             |                                                                                      |                                                                                  |           |         |
| Art Directors Guild (2020)            | Herausragendes Produktionsdesign in der Sparte „Fantasy-Film“                        | Rick Carter und Kevin Jenkins                                                    | Nominiert | [ 137 ] |
| Visual Effects Society (2020)         | Herausragende visuelle Effekte in einem an visuellen Effekten orientierten Spielfilm | Roger Guyett, Stacy Bissell, Patrick Tubach, Neal Scanlan und Dominic Tuohy      | Gewonnen  | [ 138 ] |
| Visual Effects Society (2020)         | Herausragende künstliche Welt in einem Spielfilm                                     | Daniele Bigi, Steve Hardy, John Seru und Steven Denyer (für Pasaana Desert)      | Nominiert | [ 138 ] |
| Visual Effects Society (2020)         | Herausragende Simulation von Effekten in einem Spielfilm                             | Don Wong, Thibault Gauriau, Goncalo Cababca und François-Maxence Desplanques     | Nominiert | [ 138 ] |
| Visual Effects Society (2020)         | Herausragendes Compositing in einem Spielfilm                                        | Jeff Sutherland, John Galloway, Sam Bassett und Charles Lai                      | Nominiert | [ 138 ] |

## Ableger-Filme und -Fernsehserien

### Spielfilme

#### Star Wars: The Clone Wars (Film) (2008)

Logo The Clone Wars

| Auszeichnung                          | Kategorie                                   | Nominierte & Preisträger          | Ergebnis  | Quelle  |
| ------------------------------------- | ------------------------------------------- | --------------------------------- | --------- | ------- |
| Schmähauszeichnungen (Negativpreise)  |                                             |                                   |           |         |
| Razzie Awards (Goldene Himbeere 2009) | Schlechteste Neuverfilmung oder Fortsetzung | George Lucas und Catherine Winder | Nominiert | [ 139 ] |

#### Rogue One: A Star Wars Story (2016)

Logo Rogue One: A Star Wars Story

Rogue One: A Star Wars Story hatte seine Premiere in Deutschland am 15. Dezember 2016.
Anmerkung: Wie auch bei Star Wars: Das Erwachen der Macht ein Jahr zuvor, wurde Rogue One: A Star Wars Story erst zur Weltpremiere vollends gezeigt. Mitglieder großer und wichtiger Preisverleiher wie die der Hollywood Foreign Press Association, die die Golden Globes vergeben, oder die der International Press Academy mit ihrem Satellite Award, hatten keine Berechtigung, sich den Film vor der Weltpremiere anzuschauen. Der Film konnte somit in den (schon zur Premiere abgeschlossenen) Nominierungslisten nicht mehr berücksichtigt werden. Gleiches gilt für Kritikerverbände wie der National Board of Review, der New York Film Critics Circle oder die Los Angeles Film Critics Association.
| Auszeichnung                                          | Kategorie                                                                            | Nominierte & Preisträger | Ergebnis  | Quelle          |
| ----------------------------------------------------- | ------------------------------------------------------------------------------------ | --- | --------- | --------------- |
| Auszeichnungen der Akademien                          |                                                                                      | |           |                 |
| Academy Awards (Oscarverleihung 2017)                 | Beste visuelle Effekte                                                               | John Knoll, Mohen Leo, Hal Hickel und Neil Corbould | Nominiert | [ 142 ]         |
| Academy Awards (Oscarverleihung 2017)                 | Bester Ton                                                                           | David Parker, Christopher Scarabosio und Stuart Wilson | Nominiert | [ 142 ]         |
| British Academy Film Awards (2017)                    | Beste visuelle Effekte                                                               | Neil Corbould, Hal Hickel, Mohen Leo, John Knoll und Nigel Sumner | Nominiert | [ 143 ] [ 144 ] |
| British Academy Film Awards (2017)                    | Beste Maske                                                                          | Amanda Knight, Neal Scanlan und Lisa Tomblin | Nominiert | [ 143 ] [ 144 ] |
| Saturn Awards (2017)                                  | Bester Science-Fiction-Film                                                          | | Gewonnen  | [ 145 ] [ 146 ] |
| Saturn Awards (2017)                                  | Beste Regie                                                                          | Gareth Edwards | Gewonnen  | [ 145 ] [ 146 ] |
| Saturn Awards (2017)                                  | Beste Spezialeffekte                                                                 | John Knoll, Mohen Leo, Hal Hickel und Neil Corbould | Gewonnen  | [ 145 ] [ 146 ] |
| Saturn Awards (2017)                                  | Beste Hauptdarstellerin                                                              | Felicity Jones (als Jyn Erso) | Nominiert | [ 145 ] [ 146 ] |
| Saturn Awards (2017)                                  | Bester Nebendarsteller                                                               | Diego Luna (als Cassian Andor) | Nominiert | [ 145 ] [ 146 ] |
| Saturn Awards (2017)                                  | Bestes Drehbuch                                                                      | Chris Weitz und Tony Gilroy | Nominiert | [ 145 ] [ 146 ] |
| Saturn Awards (2017)                                  | Bester Schnitt                                                                       | John Gilroy, Colin Goudie und Jabez Olssen | Nominiert | [ 145 ] [ 146 ] |
| Saturn Awards (2017)                                  | Beste Ausstattung                                                                    | Doug Chiang und Neil Lamont | Nominiert | [ 145 ] [ 146 ] |
| Saturn Awards (2017)                                  | Beste Musik                                                                          | Michael Giacchino | Nominiert | [ 145 ] [ 146 ] |
| Saturn Awards (2017)                                  | Bestes Kostüm                                                                        | David Crossman und Glyn Dilloin | Nominiert | [ 145 ] [ 146 ] |
| Saturn Awards (2017)                                  | Bestes Make-up                                                                       | Amy Byrne | Nominiert | [ 145 ] [ 146 ] |
| Auszeichnungen der Kritikerverbände                   |                                                                                      | |           |                 |
| Denver Film Critics Society (2016)                    | Bester Science-Fiction-/Horror-Film                                                  | | Nominiert | [ 147 ]         |
| Denver Film Critics Society (2016)                    | Beste visuelle Effekte                                                               | | Nominiert | [ 147 ]         |
| Florida Film Critics Circle (2016)                    | Beste visuelle Effekte                                                               | | Nominiert | [ 148 ]         |
| Indiana Film Journalists Association Award (2016)     | Beste Vocal/Motion Capture Performance                                               | Alan Tudyk (als K-2SO) | Gewonnen  | [ 149 ] [ 150 ] |
| Indiana Film Journalists Association Award (2016)     | Beste Musik                                                                          | Michael Giacchino | Nominiert | [ 149 ] [ 150 ] |
| Las Vegas Film Critics Society (2016)                 | Bester Action-Film                                                                   | | Nominiert | [ 151 ]         |
| Las Vegas Film Critics Society (2016)                 | Beste Kamera                                                                         | Greig Fraser | Nominiert | [ 151 ]         |
| London Critics' Circle Film Awards (2017)             | Beste technische Leistung                                                            | John Knoll (für die visuellen Effekte) | Nominiert | [ 152 ]         |
| Nevada Film Critics Society (2016)                    | Beste visuelle Effekte                                                               | | Gewonnen  | [ 153 ]         |
| North Carolina Film Critics Association (2017)        | Beste Spezialeffekte                                                                 | | Nominiert | [ 154 ]         |
| Seattle Film Critics Awards (2017)                    | Bestes visuelle Effekte                                                              | John Knoll, Mohen Leo, Hal Hickel und Neil Corbould | Nominiert | [ 155 ]         |
| Seattle Film Critics Awards (2017)                    | Bestes Szenenbild                                                                    | Doug Chiang, Neil Lamont und Lee Sandales | Nominiert | [ 155 ]         |
| Seattle Film Critics Awards (2017)                    | Bester Bösewicht                                                                     | Ben Mendelsohn (für die Darstellung des Orson Krennic) | Nominiert | [ 155 ]         |
| Auszeichnungen der Gilden                             |                                                                                      | |           |                 |
| Art Directors Guild (2016)                            | Herausragendes Produktionsdesign in der Sparte „Fantasy-Film“                        | Doug Chiang und Neil Lamont | Nominiert | [ 156 ]         |
| British Film Designers Guild Awards (2016)            | Bestes Produktionsdesign – Internationaler Spielfilm / Internationales Studio        | Neil Lamont, Doug Chiang, Alastair Bullock und Lee Sandales | Gewonnen  | [ 157 ]         |
| Cinema Audio Society (2017)                           | Herausragendes Soundmixing in einem Spielfilm                                        | Stuart Wilson, Christopher Scarabosio, David Parker, Joel Iwataki, Nick Kray und Frank Rinella                                                                                            | Nominiert | [ 158 ]         |
| Costume Designers Guild (2017)                        | Herausragendes Kostümdesign in der Sparte „Fantasyfilm“                              | David Crossman und Glyn Dillion | Nominiert | [ 159 ]         |
| Creative Arts Awards (2017)                           | Beste Verwendung der 2D zu 3D-Konvertierung                                          | | Gewonnen  | [ 160 ]         |
| Creative Arts Awards (2017)                           | Bester 3D-Spielfilm                                                                  | | Nominiert | [ 160 ]         |
| Creative Arts Awards (2017)                           | Beste Stereographie                                                                  | | Nominiert | [ 160 ]         |
| Motion Picture Sound Editors (2016)                   | Bester Soundschnitt – Filmmusik in einem Spielfilm                                   | John Finklea, Stephen Davis und Warren Brown | Nominiert | [ 161 ] [ 162 ] |
| Motion Picture Sound Editors (2016)                   | Bester Soundschnitt – Dialog/Synchronisation in einem Spielfilm                      | Matthew Wood, David Acord, Christopher Scarabosio, Richard Quinn, James Spencer und Trey Turner                                                                                           | Nominiert | [ 161 ] [ 162 ] |
| Motion Picture Sound Editors (2016)                   | Bester Soundschnitt – Soundeffekte und Geräuschemacher in einem Spielfilm            | Matthew Wood, Christopher Scarabosio, David Acord, Frank Rinella, Luke Dunn Gielmuda, Ryan Frias, Kim Patrick, Ronni Pitman, Margie O’Malley, Jonathan Borland, Josh Gold und J.R. Grubbs | Nominiert | [ 161 ] [ 162 ] |
| Science Fiction and Fantasy Writers of America (2016) | Ray Bradbury Award für Herausragende dramatische Präsentation                        | Chris Weitz und Tony Gilroy | Nominiert | [ 163 ]         |
| Visual Effects Society (2017)                         | Herausragende visuelle Effekte in einem an visuellen Effekten orientierten Spielfilm | John Knoll, Erin Dusseault, Hal Hickel, Nigel Sumner und Neil Corbould | Nominiert | [ 164 ]         |
| Visual Effects Society (2017)                         | Herausragende Animationen in einem Spielfilm                                         | Sven Jensen, Jee Young Park, Steve Walton und Cyrus Jam (für Großmoff Tarkin) | Nominiert | [ 164 ]         |
| Visual Effects Society (2017)                         | Herausragende künstliche Welt in einem Spielfilm                                     | Enrico Damm, Kevin George, Olivier Vernay-Kim und Yanick Dusseault (für Scarif Komplex)                                                                                                   | Nominiert | [ 164 ]         |
| Visual Effects Society (2017)                         | Herausragende virtuelle Kameraführung in einem Spielfilm                             | John Levin, Euisung Lee, Steve Ellis und Barry Howell (für Weltraumschlacht) | Nominiert | [ 164 ]         |
| Visual Effects Society (2017)                         | Herausragend animiertes Modell in einem Spielfilm                                    | Paul Giacoppo, Gareth Jensen, Todd Vaziri und James Tooley (für Prinzessin Leia) | Nominiert | [ 164 ]         |
| Visual Effects Society (2017)                         | Herausragend animiertes Modell in einem Spielfilm                                    | Jay Machado, Marko Chulev, Akira Orikasa und Steven Knipping (für Sternenzerstörer) | Nominiert | [ 164 ]         |
| Visual Effects Society (2017)                         | Herausragende computersimulierte Animation von Effekten in einem Spielfilm           | Miguel Perez Senent, Matt Puchala, Ciaran Moloney und Luca Mignardi (für Zerstörung von Jedha)                                                                                            | Nominiert | [ 164 ]         |
| Auszeichnungen von Communities (Publikumspreise)      |                                                                                      | |           |                 |
| Awards Circuit Community Awards (2016)                | Beste visuelle Effekte                                                               | | Nominiert | [ 165 ]         |
| Awards Circuit Community Awards (2016)                | Bester Sound                                                                         | | Nominiert | [ 165 ]         |
| Awards Circuit Community Awards (2016)                | Bestes Stuntensemble                                                                 | | Nominiert | [ 165 ]         |
| Empire Awards (2017)                                  | Bester Film                                                                          | | Gewonnen  | [ 166 ] [ 167 ] |
| Empire Awards (2017)                                  | Bester Regisseur                                                                     | Gareth Edwards | Gewonnen  | [ 166 ] [ 167 ] |
| Empire Awards (2017)                                  | Beste Darstellerin                                                                   | Felicity Jones (als Jyn Erso) | Gewonnen  | [ 166 ] [ 167 ] |
| Empire Awards (2017)                                  | Bester Sci-Fi-/Fantasy-Film                                                          | | Nominiert | [ 166 ] [ 167 ] |
| Empire Awards (2017)                                  | Bester männlicher Newcomer                                                           | Riz Ahmed (als Bodhi Rook) | Nominiert | [ 166 ] [ 167 ] |
| Empire Awards (2017)                                  | Beste visuelle Effekte                                                               | | Nominiert | [ 166 ] [ 167 ] |
| Empire Awards (2017)                                  | Beste Kostüme                                                                        | | Nominiert | [ 166 ] [ 167 ] |
| Empire Awards (2017)                                  | Bestes Szenenbild                                                                    | | Nominiert | [ 166 ] [ 167 ] |
| Empire Awards (2017)                                  | Bestes Make-up und Frisuren                                                          | | Nominiert | [ 166 ] [ 167 ] |
| Golden Schmoes Awards (2016)                          | Denkwürdigste Szene in einem Film (für Darth Vader Kampf)                            | | Gewonnen  | [ 168 ]         |
| Golden Schmoes Awards (2016)                          | Bestes Film Poster                                                                   | | Gewonnen  | [ 168 ]         |
| Golden Schmoes Awards (2016)                          | Bestes Zitat (für „I am one with The Force, The Force is with me.“)                  | von Donnie Yen (als Chirrut Îmwe) | Gewonnen  | [ 168 ]         |
| Golden Schmoes Awards (2016)                          | Bester Science-Fiction-Film                                                          | | 2. Platz  | [ 168 ]         |
| Golden Schmoes Awards (2016)                          | Beste Action-Szene (für Finaler Kampf)                                               | | 2. Platz  | [ 168 ]         |
| Golden Schmoes Awards (2016)                          | Bester Trailer                                                                       | | 2. Platz  | [ 168 ]         |
| Golden Schmoes Awards (2016)                          | Coolster Character                                                                   | K-2SO | 2. Platz  | [ 168 ]         |
| Golden Schmoes Awards (2016)                          | Bester Film                                                                          | | Nominiert | [ 168 ]         |
| Golden Schmoes Awards (2016)                          | Beste visuelle Spezialeffekte                                                        | | Nominiert | [ 168 ]         |
| Golden Schmoes Awards (2016)                          | Am meisten überbewerteter Film                                                       | | Nominiert | [ 168 ]         |
| Jupiter Awards (2017)                                 | Bester Film international                                                            | | Nominiert | [ 169 ]         |
| MTV Movie Awards (2017)                               | Bester Film                                                                          | | Nominiert | [ 170 ] [ 171 ] |
| MTV Movie Awards (2017)                               | Bester Actionheld                                                                    | Felicity Jones (als Jyn Erso) | Nominiert | [ 170 ] [ 171 ] |
| People’s Choice Awards (2017)                         | Bester Blockbuster zum Jahresende                                                    | | Nominiert | [ 172 ]         |
| Auszeichnungen anderer Preisverleihungen              |                                                                                      | |           |                 |
| Golden Tomato Awards (2016)                           | Bester rezensierter Sci-Fi/Fantasy-Film                                              | | 3. Platz  | [ 173 ]         |
| IGN Best of (2016)                                    | Bester Film                                                                          | | Gewonnen  | [ 174 ]         |
| IGN Best of (2016)                                    | Bester Action-Film                                                                   | | Gewonnen  | [ 174 ]         |
| IGN Best of (2016)                                    | Beste visuelle Effekte                                                               | | Nominiert | [ 174 ]         |
| Online Film & Television Association Awards (2016)    | Bester Tonschnitt                                                                    | | Gewonnen  | [ 175 ]         |
| Online Film & Television Association Awards (2016)    | Bester Filmtrailer (auf YouTube)                                                     | | 2. Platz  | [ 175 ]         |
| Online Film & Television Association Awards (2016)    | Beste visuelle Effekte                                                               | | Nominiert | [ 175 ]         |
| Online Film & Television Association Awards (2016)    | Bester Ton                                                                           | | Nominiert | [ 175 ]         |
| Online Film & Television Association Awards (2016)    | Beste Stunt Koordinierung                                                            | | Nominiert | [ 175 ]         |

#### Solo: A Star Wars Story (2018)

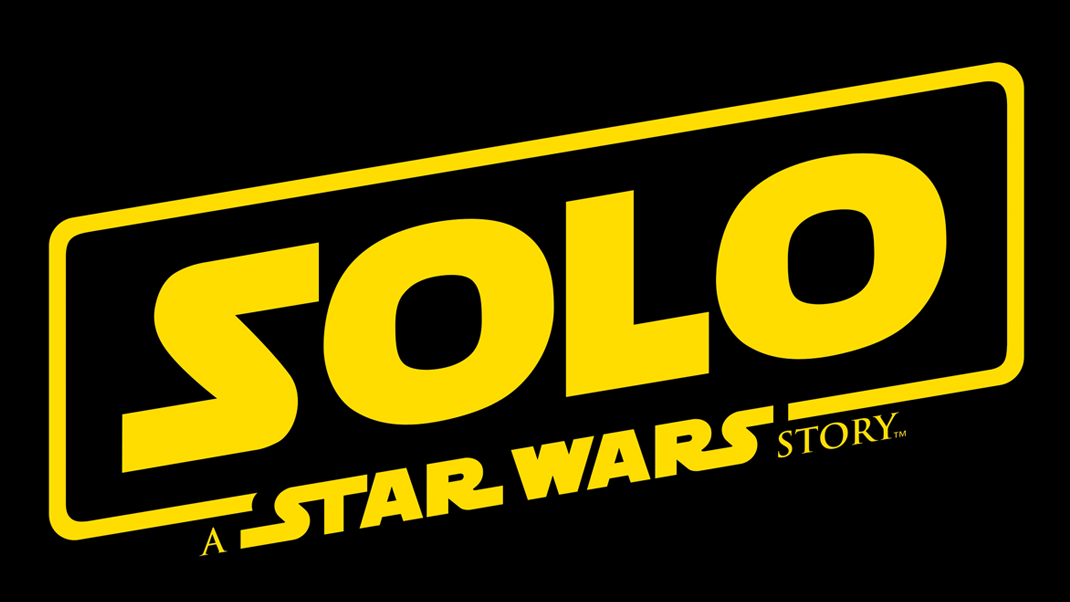
Logo Solo: A Star Wars Story

Solo: A Star Wars Story hatte seine Premiere in Deutschland am 24. Mai 2018.
| Auszeichnung                                              | Kategorie                                                                            | Nominierte & Preisträger                                                               | Ergebnis  | Quelle          |
| --------------------------------------------------------- | ------------------------------------------------------------------------------------ | -------------------------------------------------------------------------------------- | --------- | --------------- |
| Auszeichnungen der Akademien                              |                                                                                      |                                                                                        |           |                 |
| Academy Awards (Oscarverleihung 2019)                     | Beste visuelle Effekte                                                               | Rob Bredow, Patrick Tubach, Neal Scanlan und Dominic Tuohy                             | Nominiert | [ 177 ]         |
| Grammy Awards (2019)                                      | Beste Instrumentalkomposition                                                        | John Powell und John Williams (für Mine Mission)                                       | Nominiert | [ 105 ]         |
| Auszeichnungen der Gilden                                 |                                                                                      |                                                                                        |           |                 |
| International Film Music Critics Association Award (2018) | Beste Filmmusik des Jahres                                                           | John Powell                                                                            | Gewonnen  | [ 178 ] [ 179 ] |
| International Film Music Critics Association Award (2018) | Beste Musik für einen Fantasy-/Science-Fiction-/Horror-Film                          | John Powell                                                                            | Gewonnen  | [ 178 ] [ 179 ] |
| International Film Music Critics Association Award (2018) | Beste Filmmusikkomposition                                                           | John Williams (für The Adventures of Han)                                              | Gewonnen  | [ 178 ] [ 179 ] |
| International Film Music Critics Association Award (2018) | Beste Filmmusikkomposition                                                           | John Powell (für Mine Mission)                                                         | Nominiert | [ 178 ] [ 179 ] |
| Visual Effects Society (2019)                             | Herausragende visuelle Effekte in einem an visuellen Effekten orientierten Spielfilm | Rob Bredow, Erin Dusseault, Matthew Shumway, Patrick Tubach und Dominic Tuohy          | Nominiert | [ 180 ]         |
| Visual Effects Society (2019)                             | Herausragende künstliche Welt in einem Spielfilm                                     | Julian Foddy, Christoph Ammann, Clément Gérard und Pontus Albrecht (für Planet Vandor) | Nominiert | [ 180 ]         |
| Visual Effects Society (2019)                             | Herausragend animiertes Modell in einem Spielfilm                                    | Masa Narita, Steve Walton, David Meny und James Clyne (für Millennium Falcon)          | Nominiert | [ 180 ]         |

### TV-Filme

#### Die Ewoks – Karawane der Tapferen (1984)
| Auszeichnung                                 | Kategorie                             | Nominierte & Preisträger                                                                           | Ergebnis  | Quelle  |
| -------------------------------------------- | ------------------------------------- | -------------------------------------------------------------------------------------------------- | --------- | ------- |
| Auszeichnungen der Akademien                 |                                       | |           |         |
| Emmy Awards (Primetime-Emmy-Verleihung 1985) | Herausragende visuelle Spezialeffekte | Jon Berg, John Ellis, Chris Evans, Harley Jessup, Dennis Muren, Michael Pangrazio und Phil Tippett | Gewonnen  | [ 181 ] |
| Emmy Awards (Primetime-Emmy-Verleihung 1985) | Herausragendes Kinderprogramm         | George Lucas und Thomas G. Smith                                                                   | Nominiert | [ 181 ] |

#### Kampf um Endor (1985)
| Auszeichnung                                 | Kategorie                                                | Nominierte & Preisträger         | Ergebnis  | Quelle  |
| -------------------------------------------- | -------------------------------------------------------- | -------------------------------- | --------- | ------- |
| Auszeichnungen der Akademien                 |                                                          |                                  |           |         |
| Emmy Awards (Primetime-Emmy-Verleihung 1986) | Herausragende visuelle Spezialeffekte                    | Michael McAlister                | Gewonnen  | [ 182 ] |
| Emmy Awards (Primetime-Emmy-Verleihung 1986) | Herausragendes Kinderprogramm                            | George Lucas und Thomas G. Smith | Nominiert | [ 182 ] |
| Emmy Awards (Primetime-Emmy-Verleihung 1986) | Herausragender Ton in einer Miniserie oder einem Spezial | Tom Johnson und Randy Thom       | Nominiert | [ 182 ] |

### Fernsehserien

#### Die Ewoks (1985–1986)
| Auszeichnung                             | Kategorie             | Nominierte & Preisträger | Ergebnis  | Quelle  |
| ---------------------------------------- | --------------------- | ------------------------ | --------- | ------- |
| Auszeichnungen anderer Preisverleihungen |                       |                          |           |         |
| Young Artist Awards (1989)               | Beste animierte Serie |                          | Nominiert | [ 183 ] |

#### Star Wars: Clone Wars (2003–2005)
| Auszeichnung                                 | Kategorie | Nominierte & Preisträger | Ergebnis  | Quelle  |
| -------------------------------------------- | --- | --- | --------- | ------- |
| Auszeichnungen der Akademien                 | | |           |         |
| Emmy Awards (Primetime-Emmy-Verleihung 2004) | Herausragend animierte Serie, bei einer Dauer pro Folge von mehr als einer Stunde (für Staffel 1, Folgen 1 – 20)  | Robert Alvarez, Bryan Andrews, Mark Andrews, Darrick Bachman, Yu Mun Jeong, Claudia Katz, Brian A. Miller, Jennifer Pelphrey, Paul Rudish, Geraldine Symon, Genndy Tartakovsky und Scott Vanzo                                             | Gewonnen  | [ 184 ] |
| Emmy Awards (Primetime-Emmy-Verleihung 2005) | Herausragend animierte Serie, bei einer Dauer pro Folge von mehr als einer Stunde (für Staffel 2, Folgen 21 – 25) | Robert Alvarez, Bryan Andrews, Darrick Bachman, Shareena Carlson, Yu Mun Jeong, Claudia Katz, Jong-Ho Kim, Dong Soo Lee, Brian A. Miller, Randy Myers, Jennifer Pelphrey, Paul Rudish, Geraldine Symon, Genndy Tartakovsky und Scott Vanzo | Gewonnen  | [ 185 ] |
| Emmy Awards (Primetime-Emmy-Verleihung 2005) | Herausragende Einzelleistung in Animation                                                                         | Justin Thompson | Gewonnen  | [ 185 ] |
| Saturn Awards (2004)                         | Beste Fernsehpräsentation                                                                                         | | Nominiert | [ 186 ] |
| Auszeichnungen anderer Preisverleihungen     | | |           |         |
| Annie Awards (2004)                          | Beste animierte Fernsehproduktion                                                                                 | | Nominiert | [ 187 ] |
| Annie Awards (2005)                          | Beste animierte Fernsehproduktion (für Staffel 2, Folgen 21 – 25)                                                 | | Gewonnen  | [ 188 ] |

#### Star Wars: The Clone Wars (2008–2014)

Logo The Clone Wars (2008–2014)

| Auszeichnung                                       | Kategorie | Nominierte & Preisträger | Ergebnis  | Quelle                  |
| -------------------------------------------------- | --- | --- | --------- | ----------------------- |
| Auszeichnungen der Akademien                       | | |           |                         |
| Daytime Emmy Awards (Daytime-Emmy-Verleihung 2013) | Herausragendes speziell animiertes Programm                                                                                                 | George Lucas, Cary Silver, Athena Portillo und Dave Filoni                                                                                    | Gewonnen  | [ 189 ] [ 190 ] [ 191 ] |
| Daytime Emmy Awards (Daytime-Emmy-Verleihung 2013) | Herausragender Performer in einem animierten Programm                                                                                       | David Tennant (als Huyang) | Gewonnen  | [ 189 ] [ 190 ] [ 191 ] |
| Daytime Emmy Awards (Daytime-Emmy-Verleihung 2013) | Herausragender Performer in einem animierten Programm                                                                                       | Jim Cummings (als Hondo Onaka) | Nominiert | [ 189 ] [ 190 ] [ 191 ] |
| Daytime Emmy Awards (Daytime-Emmy-Verleihung 2013) | Herausragender Performer in einem animierten Programm                                                                                       | Sam Witwer (als Darth Maul) | Nominiert | [ 189 ] [ 190 ] [ 191 ] |
| Daytime Emmy Awards (Daytime-Emmy-Verleihung 2013) | Herausragende Regie in einem animierten Programm                                                                                            | Dave Filoni, Kyle Dunlevy, Brian Kalin O’Connell, Steward Lee, Bosco Ng, Danny Keller                                                         | Nominiert | [ 189 ] [ 190 ] [ 191 ] |
| Daytime Emmy Awards (Daytime-Emmy-Verleihung 2013) | Herausragende Leistung in musikalischer Leitung und Komposition                                                                             | Kevin Kiner | Nominiert | [ 189 ] [ 190 ] [ 191 ] |
| Daytime Emmy Awards (Daytime-Emmy-Verleihung 2013) | Herausragende Leistung in Ton | David Acord, Cameron Davis | Nominiert | [ 189 ] [ 190 ] [ 191 ] |
| Daytime Emmy Awards (Daytime-Emmy-Verleihung 2014) | Herausragendes speziell animiertes Programm                                                                                                 | George Lucas, Dave Filoni, Cary Silver und Athena Yvette Portill                                                                              | Gewonnen  | [ 192 ] [ 193 ]         |
| Daytime Emmy Awards (Daytime-Emmy-Verleihung 2014) | Herausragende individuelle Leistung in Animation                                                                                            | Christopher Voy | Gewonnen  | [ 192 ] [ 193 ]         |
| Daytime Emmy Awards (Daytime-Emmy-Verleihung 2014) | Herausragende Leistung in Ton | Cameron Davis, David Acord, Frank Rinella und Mark Evans                                                                                      | Nominiert | [ 192 ] [ 193 ]         |
| Daytime Emmy Awards (Daytime-Emmy-Verleihung 2014) | Herausragende Leistung in Tonschnitt | Matthew Wood, Dean Menta, Jeremy Bowker, Erik Foreman, Pascal Garneau, Steve Slanec, Frank Rinella, Dennie Thorpe, Jana Vance und David Acord | Nominiert | [ 192 ] [ 193 ]         |
| Daytime Emmy Awards (Daytime-Emmy-Verleihung 2015) | Herausragendes speziell animiertes Programm                                                                                                 | George Lucas, Dave Filoni, Cary Silver und Athena Portillo                                                                                    | Nominiert | [ 194 ]                 |
| Daytime Emmy Awards (Daytime-Emmy-Verleihung 2015) | Herausragender Performer in einem animierten Programm                                                                                       | Mark Hamill (als Darth Bane) | Nominiert | [ 194 ]                 |
| Daytime Emmy Awards (Daytime-Emmy-Verleihung 2015) | Herausragendes Drehbuch in einem animierten Programm                                                                                        | Christian Taylor | Nominiert | [ 194 ]                 |
| Daytime Emmy Awards (Daytime-Emmy-Verleihung 2015) | Herausragende Regie in einem animierten Programm                                                                                            | Dave Filoni, Kyle Dunlevy, Brian Kalin O’Connell, Danny Keller, Steward Lee und Bosco Ng                                                      | Nominiert | [ 194 ]                 |
| Daytime Emmy Awards (Daytime-Emmy-Verleihung 2015) | Herausragende Leistung in Ton | Cameron Davis, David Acord, Frank Rinella und Mark Evans                                                                                      | Nominiert | [ 194 ]                 |
| Daytime Emmy Awards (Daytime-Emmy-Verleihung 2015) | Herausragende Leistung in Tonschnitt | Matthew Wood, David Acord, Dean Menta, Jeremy Bowker, Steve Slanec, Andrea Gard, Kevin Sellers, Dennie Thorpe und Jana Vance                  | Nominiert | [ 194 ]                 |
| Daytime Emmy Awards (Daytime-Emmy-Verleihung 2015) | Herausragende Leistung in musikalischer Leitung und Komposition                                                                             | Kevin Kiner | Nominiert | [ 194 ]                 |
| Saturn Awards (2009)                               | Beste Syndication-/Kabel-Fernsehserie | | Nominiert | [ 195 ]                 |
| Auszeichnungen der Gilden                          | | |           |                         |
| Motion Picture Sound Editors (2009)                | Bester Soundschnitt – Soundeffekte, Geräuschemacher und Dialog in einer Fernsehserie (Animation) (für die Folge In den Fängen von Grievous) | Matthew Wood, David Acord, Frank Rinella, Dennie Thorpe, Jana Vance und Ellen Heuer                                                           | Gewonnen  |                         |
| Motion Picture Sound Editors (2010)                | Bester Soundschnitt – Soundeffekte, Geräuschemacher und Dialog in einer Fernsehserie (Animation) (für die Folge Kampf und Wettkampf)        | Matthew Wood, David Acord, Frank Rinella, Ellen Heuer, Sean England und Juan Peralta                                                          | Nominiert | [ 196 ]                 |
| Motion Picture Sound Editors (2014)                | Bester Soundschnitt – Soundeffekte, Geräuschemacher und Dialog in einer Fernsehserie (Animation) (für die Folge Immer zu zweit sie sind)    | Matthew Wood, David Acord, Dennie Thorpe, Jana Vance, Jeremy Bowker, Erik Foreman, Steve Slanec, Frank Rinella, Dean Menta und Sean Kiner     | Nominiert | [ 197 ]                 |
| Motion Picture Sound Editors (2015)                | Bester Soundschnitt – Direct–to–Video (Animation) (für die Folge Opfer)                                                                     | Matthew Wood, David Acord, Kevin Sellers, Steve Slanec, Jeremy Bowker, Dean Menta und Sean Kiner                                              | Gewonnen  | [ 198 ] [ 199 ]         |
| Auszeichnungen anderer Preisverleihungen           | | |           |                         |
| Annie Awards (2009)                                | Beste Musik in einer Fernsehproduktion (für die Folge Der Angriff der Malevolence)                                                          | Kevin Kiner | Nominiert | [ 200 ]                 |
| Annie Awards (2010)                                | Beste Musik in einer Fernsehproduktion (für die Folge Die Waffenfabrik)                                                                     | Kevin Kiner | Nominiert | [ 201 ]                 |
| Annie Awards (2011)                                | Beste animierte Fernsehproduktion (für die Folge ARC-Soldaten)                                                                              | | Nominiert | [ 202 ]                 |
| Annie Awards (2011)                                | Beste Sprechrolle in einer Fernsehproduktion                                                                                                | Corey Burton (für die Figur Baron Papanoida)                                                                                                  | Nominiert | [ 202 ]                 |
| Annie Awards (2011)                                | Beste Sprechrolle in einer Fernsehproduktion                                                                                                | Nika Futterman (für die Figur Asajj Ventress)                                                                                                 | Nominiert | [ 202 ]                 |
| Annie Awards (2011)                                | Bestes Drehbuch in einer Fernsehproduktion (für die Folge Helden auf beiden Seiten)                                                         | Daniel Arkin | Nominiert | [ 202 ]                 |
| Annie Awards (2012)                                | Beste animierte Fernsehproduktion, für das allgemeine Publikum                                                                              | | Nominiert | [ 203 ]                 |
| Annie Awards (2012)                                | Beste animierte Effekte in einer animierten Produktion                                                                                      | Joel Aron | Nominiert | [ 203 ]                 |
| Annie Awards (2012)                                | Beste Sprechrolle in einer Fernsehproduktion                                                                                                | Dee Bradley Baker (für die Figuren als Klon-Truppler)                                                                                         | Nominiert | [ 203 ]                 |
| Annie Awards (2012)                                | Beste Sprechrolle in einer Fernsehproduktion                                                                                                | Nika Futterman (für die Figur Asajj Ventress)                                                                                                 | Nominiert | [ 203 ]                 |
| Annie Awards (2012)                                | Bester Schnitt in einer Fernsehproduktion                                                                                                   | Jason W.A. Tucker | Nominiert | [ 203 ]                 |
| Annie Awards (2013)                                | Herausragend animierte Effekte in einer animierten Produktion                                                                               | Joel Aron | Nominiert | [ 204 ]                 |
| Annie Awards (2013)                                | Herausragende Charakter-Animation in einer animierten Fernseh- oder einer anderen Rundfunkproduktion (für die Folge Rache)                  | Keith Kellogg | Nominiert | [ 204 ]                 |
| Annie Awards (2013)                                | Herausragende Sprechrolle in einer animierten Fernseh- oder einer anderen Rundfunkproduktion                                                | Sam Witwer (für die Figur Darth Maul in der Folge Rache)                                                                                      | Nominiert | [ 204 ]                 |
| Annie Awards (2013)                                | Herausragender Schnitt in einer animierten Fernseh- oder einer anderen Rundfunkproduktion (für die Folge Loyalitäten)                       | Jason Tucker | Nominiert | [ 204 ]                 |
| Annie Awards (2014)                                | Herausragende Charakter-Animation in einer animierten Fernseh-/Rundfunkproduktion                                                           | Keith Kellogg | Nominiert | [ 205 ]                 |
| Annie Awards (2014)                                | Herausragender Schnitt in einer animierten Fernseh-/Rundfunkproduktion                                                                      | Jason W.A. Tucker | Nominiert | [ 205 ]                 |
| Behind the Voice Actors Awards (2011)              | Beste weibliche Sprechnebenrolle in einer Fernsehserie                                                                                      | Barbara Goodson (als Mutter Talzin) | Gewonnen  | [ 206 ]                 |
| Behind the Voice Actors Awards (2011)              | Beste männliche Sprechnebenrolle in einer Fernsehserie                                                                                      | Corey Burton (als Count Dooku) | Nominiert | [ 206 ]                 |
| Behind the Voice Actors Awards (2011)              | Beste männliche Sprechnebenrolle in einer Fernsehserie                                                                                      | Tom Kane (als Yoda) | Nominiert | [ 206 ]                 |
| Behind the Voice Actors Awards (2011)              | Beste weibliche Sprechnebenrolle in einer Fernsehserie                                                                                      | Nika Futterman (als Asajj Ventress) | Nominiert | [ 206 ]                 |
| Behind the Voice Actors Awards (2011)              | Beste Gast-Sprechrolle in einer Fernsehserie                                                                                                | Liam Neeson (als Qui-Gon Jinn) | Nominiert | [ 206 ]                 |
| Behind the Voice Actors Awards (2011)              | Bestes Sprech-Ensemble in einer Fernsehserie                                                                                                | | Nominiert | [ 206 ]                 |
| Behind the Voice Actors Awards (2012)              | Beste männliche Sprechrolle in einer Fernsehserie – Action/Drama                                                                            | James Arnold Taylor (als Obi-Wan Kenobi) | Gewonnen  | [ 207 ]                 |
| Behind the Voice Actors Awards (2012)              | Beste männliche Sprechrolle in einer Fernsehserie – Action/Drama (People’s Choice)                                                          | James Arnold Taylor (als Obi-Wan Kenobi) | Gewonnen  | [ 207 ]                 |
| Behind the Voice Actors Awards (2012)              | Beste weibliche Sprechrolle in einer Fernsehserie (People’s Choice)                                                                         | Ashley Eckstein (als Ahsoka Tano) | Gewonnen  | [ 207 ]                 |
| Behind the Voice Actors Awards (2012)              | Beste weibliche Sprechnebenrolle in einer Fernsehserie – Action/Drama                                                                       | Nika Futterman (als Asajj Ventress) | Gewonnen  | [ 207 ]                 |
| Behind the Voice Actors Awards (2012)              | Beste weibliche Sprechnebenrolle in einer Fernsehserie – Action/Drama (People’s Choice)                                                     | Nika Futterman (als Asajj Ventress) | Gewonnen  | [ 207 ]                 |
| Behind the Voice Actors Awards (2012)              | Beste männliche Gast-Sprechrolle in einer Fernsehserie (People’s Choice)                                                                    | David Tennant (als Huyang) | Gewonnen  | [ 207 ]                 |
| Behind the Voice Actors Awards (2012)              | Bestes Sprech-Ensemble in einer Fernsehserie – Action/Drama (People’s Choice)                                                               | | Gewonnen  | [ 207 ]                 |
| Behind the Voice Actors Awards (2012)              | Beste männliche Sprechnebenrolle in einer Fernsehserie – Action/Drama                                                                       | Corey Burton (als Cad Bane) | Gewonnen  | [ 207 ]                 |
| Behind the Voice Actors Awards (2012)              | Beste männliche Sprechnebenrolle in einer Fernsehserie – Action/Drama                                                                       | Clancy Brown (als Savage Opress) | Nominiert | [ 207 ]                 |
| Behind the Voice Actors Awards (2012)              | Beste männliche Sprechnebenrolle in einer Fernsehserie – Action/Drama                                                                       | Sam Witwer (als Darth Maul) | Nominiert | [ 207 ]                 |
| Behind the Voice Actors Awards (2013)              | Beste männliche Sprechrolle in einer Fernsehserie – Action/Drama (People’s Choice)                                                          | James Arnold Taylor (als Obi-Wan Kenobi) | Gewonnen  | [ 208 ]                 |
| Behind the Voice Actors Awards (2013)              | Beste weibliche Sprechnebenrolle in einer Fernsehserie – Action/Drama (People’s Choice)                                                     | Nika Futterman (als Asajj Ventress) | Gewonnen  | [ 208 ]                 |
| Behind the Voice Actors Awards (2013)              | Beste männliche Gast-Sprechrolle in einer Fernsehserie – Action/Drama                                                                       | Ian Abercrombie (als Darth Sidious) | Gewonnen  | [ 208 ]                 |
| Behind the Voice Actors Awards (2013)              | Beste weibliche Sprechrolle in einer Fernsehserie – Action/Drama                                                                            | Ashley Eckstein (als Ahsoka Tano) | Nominiert | [ 208 ]                 |
| Behind the Voice Actors Awards (2013)              | Beste männliche Sprechnebenrolle in einer Fernsehserie – Action/Drama                                                                       | Sam Witwer (als Darth Maul) | Nominiert | [ 208 ]                 |
| Behind the Voice Actors Awards (2013)              | Beste weibliche Sprechnebenrolle in einer Fernsehserie – Action/Drama                                                                       | Katee Sackhoff (als Bo-Katan) | Nominiert | [ 208 ]                 |
| Behind the Voice Actors Awards (2013)              | Beste weibliche Gast-Sprechrolle in einer Fernsehserie – Action/Drama                                                                       | Kari Wahlgren (als Letta Turmond) | Nominiert | [ 208 ]                 |
| Behind the Voice Actors Awards (2014)              | Beste männliche Sprechrolle in einer Fernsehserie – Action/Drama                                                                            | Dee Bradley Baker (als Fives) | Nominiert | [ 209 ]                 |
| Behind the Voice Actors Awards (2014)              | Beste männliche Sprechnebenrolle in einer Fernsehserie – Action/Drama                                                                       | Tom Kane (als Yoda) | Nominiert | [ 209 ]                 |
| Behind the Voice Actors Awards (2014)              | Beste männliche Gast-Sprechrolle in einer Fernsehserie – Action/Drama                                                                       | Bob Bergen (als Lama Su) | Nominiert | [ 209 ]                 |
| Behind the Voice Actors Awards (2014)              | Beste männliche Gast-Sprechrolle in einer Fernsehserie – Action/Drama                                                                       | Mark Hamill (als Darth Bane) | Nominiert | [ 209 ]                 |
| Behind the Voice Actors Awards (2014)              | Beste weibliche Gast-Sprechrolle in einer Fernsehserie – Action/Drama                                                                       | Jaime King (als Force Priestesses) | Nominiert | [ 209 ]                 |
| Behind the Voice Actors Awards (2014)              | Bestes Sprech-Ensemble in einer Fernsehserie – Action/Drama                                                                                 | | Nominiert | [ 209 ]                 |

#### Star Wars Rebels (2014–2018)

Logo Rebels

| Auszeichnung                             | Kategorie | Nominierte & Preisträger                                                                    | Ergebnis  | Quelle          |
| ---------------------------------------- | --- | ------------------------------------------------------------------------------------------- | --------- | --------------- |
| Auszeichnungen der Akademien             | |                                                                                             |           |                 |
| Primetime Emmy Award (2017)              | Herausragendes Kinderprogramm | Simon Kinberg, Dave Filoni, Henry Gilroy, Kiri Hart, Carrie Beck und Athena Yvette Portillo | Nominiert | [ 210 ]         |
| Auszeichnungen der Gilden                | |                                                                                             |           |                 |
| Motion Picture Sound Editors (2015)      | Bester Soundschnitt – Soundeffekte, Geräuschemacher und Dialog in einer Fernsehserie (Animation) (für die Folge Mit vereinter Macht)      | Matthew Wood, David Acord, Frank Rinella, Kim Patrick, Ryan Frias, Tony Diaz und Sean Kiner | Gewonnen  | [ 211 ] [ 212 ] |
| Motion Picture Sound Editors (2016)      | Bester Soundschnitt – Soundeffekte, Geräuschemacher und Dialog in einer Fernsehserie (Animation) (für die Folge Ein Meister seiner Kunst) | Matthew Wood, David Acord, Margie O’Malley, Bonnie Wild und Frank Rinella                   | Nominiert | [ 213 ]         |
| Writers Guild of America (2017)          | Bestes adaptiertes Drehbuch in der Sparte „Animation“                                                                                     | Steven Melching (für Eine Prinzessin auf Lothal)                                            | Nominiert | [ 214 ]         |
| Auszeichnungen anderer Preisverleihungen | |                                                                                             |           |                 |
| Annie Awards (2015)                      | Herausragendes Storyboarding in einer animierten Fernseh-/Rundfunkproduktion                                                              | Nathaniel Villanueva und Douglas Lovelace                                                   | Nominiert | [ 215 ]         |
| Annie Awards (2017)                      | Herausragende Musik in einer animierten Fernseh- oder einer anderen Rundfunkproduktion (für die Folge Ezras Versuchung)                   | Kevin Kiner                                                                                 | Nominiert | [ 216 ]         |
| Annie Awards (2017)                      | Herausragende Sprechrolle in einer animierten Fernseh- oder einer anderen Rundfunkproduktion                                              | Lars Mikkelsen (für die Figur Grand Admiral Thrawn in der Folge Helden vergangener Zeiten)  | Nominiert | [ 216 ]         |
| Annie Awards (2017)                      | Herausragender Schnitt in einer animierten Fernseh- oder einer anderen Rundfunkproduktion                                                 | Joe E. Elwood und Alex McDonnell (für die Folge Ezras Versuchung)                           | Nominiert | [ 216 ]         |

#### Star Wars: Die Mächte des Schicksals (2017–2018)

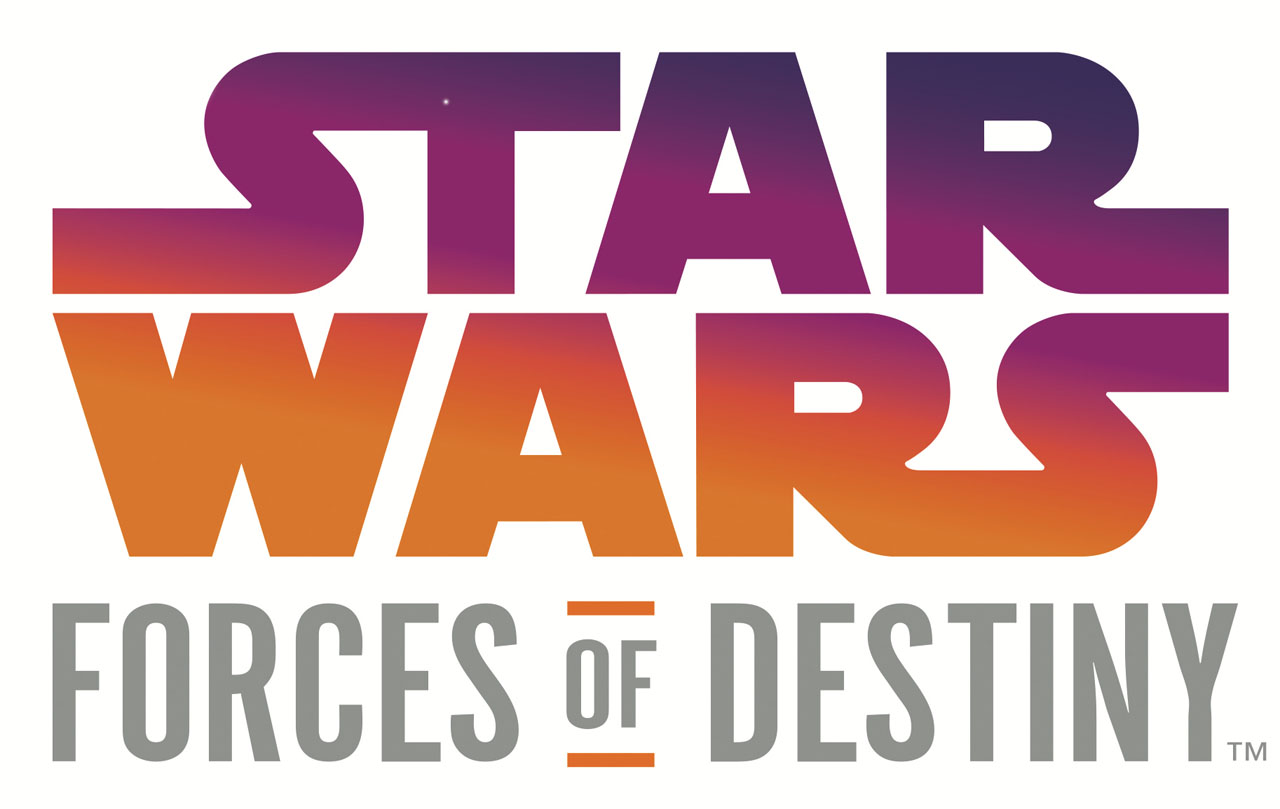
Englisches Logo Die Mächte des Schicksals

| Auszeichnung                     | Kategorie                   | Nominierte & Preisträger | Ergebnis | Quelle  |
| -------------------------------- | --------------------------- | ------------------------ | -------- | ------- |
| Auszeichnungen der Gilden        |                             |                          |          |         |
| ASCAP Screen Music Awards (2019) | Top Serie im Kabelfernsehen | Ryan Shore               | Gewonnen | [ 217 ] |

#### The Mandalorian (2019)

Logo The Mandalorian

The Mandalorian ist die erste Realserie im Star-Wars-Universum und hatte seine Premiere am 12. November 2019 auf der Streaming-Plattform Disney+.